# デイモン・ヒル
デイモン・ヒル（デーモン・ヒル、Damon Graham Devereux Hill、OBE、1960年9月17日 - ）は、イングランド出身の元レーシングドライバー。
1960年代の名レーサーだったグラハム・ヒル（F1タイトル2回）の息子。自身もF1界で活躍し、1996年にはウィリアムズチームにてドライバーズ・タイトルを獲得した。引退後は、母国レーシングクラブの要職などを務めている。

## プロフィール

### 生い立ち

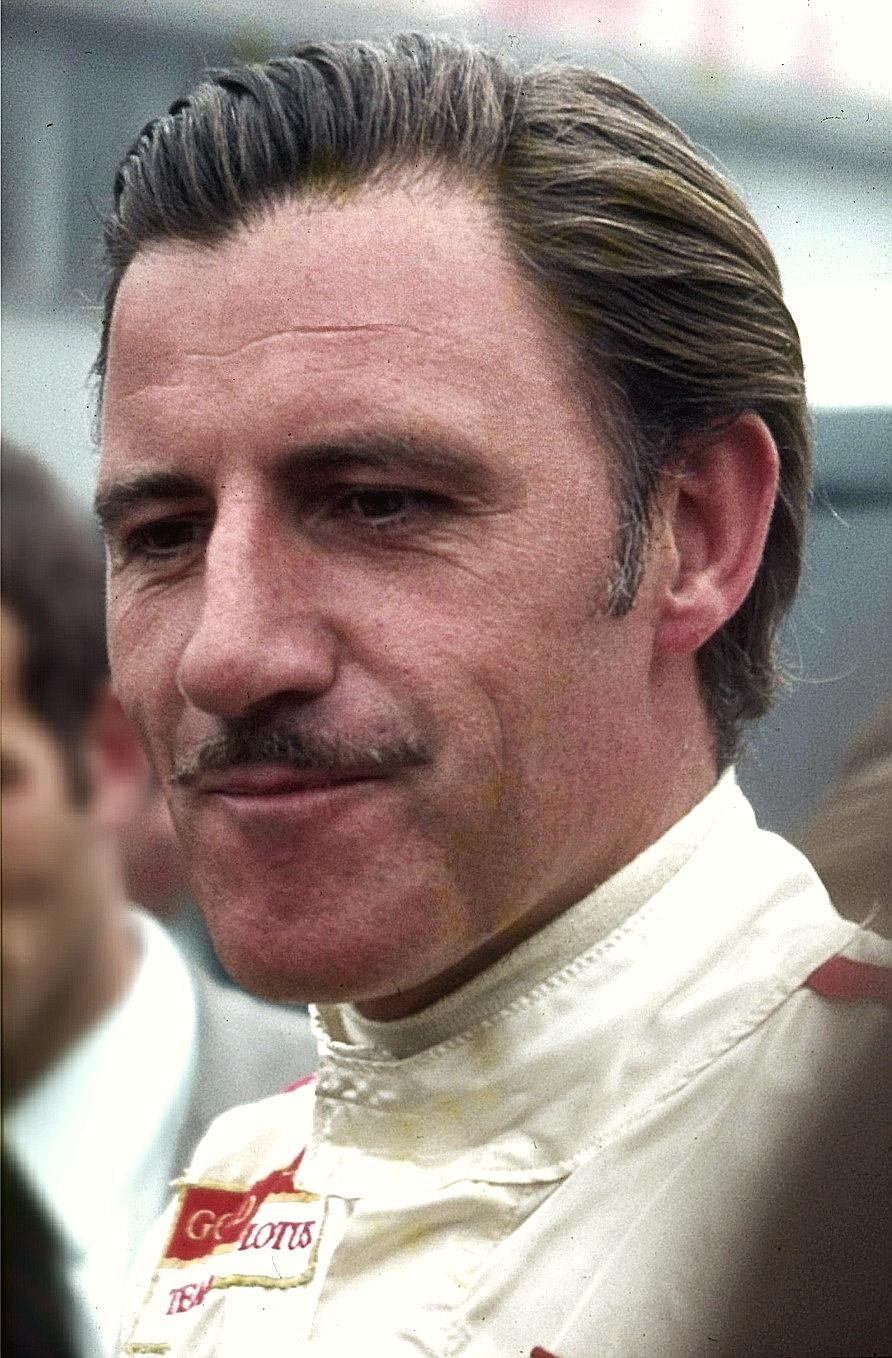
父グラハム・ヒル

ロンドンのハムステッドにて、F1ドライバーの父グラハムと、元ボート競技選手の母ベティの間に第二子、長男として生まれた。
父であるグラハムがレーサーとしての才能を開花し始めた1960年に誕生したということもあり、洗礼式では父グラハムの戦友であった当時のトップドライバー仲間に囲まれるなど、幸福な少年時代を送った。
少年時代のヒルはレースに興味が持てなかった。それは、「親父の仕事という認識しか無かった。子供の頃はあれほど退屈なことは無かったんだ。あちこちに連れていかれては、どこに行ってもたくさんの人に囲まれる、その繰り返し。僕と姉、妹の面倒を見る専門の人がいたほどだ。記憶にあることと言えば、毎年夏休みの終わりに家族総出でイタリア・グランプリに行くことになっていた。でも、伝統あるモンツァ・サーキットだと言っても、少年の僕は特別な印象を受けなかったなぁ(笑)。毎年ここに来るとそろそろ新学期がはじまるなという気分だった。」「7歳のとき、父の4回目のモナコGP優勝を友達の家のテレビで見てたんだ。みんなはヒルの優勝は間違いないって騒いでるけど、僕は自分の父親が今トップで走っているのに、テレビの前で2時間も座ってるのが苦痛だったんだ。要するに興味がないんだよね。親父が優勝してトロフィーを受け取る所も見てたけど、親の七光りから逃れて普通の少年でいたかったよ。」と述べている。
1975年、14歳で二輪のトライアル大会に出場し、初の競技会を経験する。しかし、11月末にグラハムがエンバシー・ヒルのチームクルーと共に軽飛行機事故で死亡。飛行機を操縦していたグラハムはイギリスにおける飛行免許（計器飛行証明）を更新しておらず無免許状態であったため、保険金の支払いは認められず、同乗者への補償金支払いのためにヒル家は一転して窮乏生活を強いられる事になった。
青年時代は音楽の道に進もうとした時期もあったが、やがて、「親父が何をやっているのか、ようやくわかってきた感じになった。それで少しずつ興味が湧いてきた。親父があんなことになって目の前から消えてしまった。人間ってそんなふうに何かを失うと、もう一度欲しくなるもんなんだよ。今でも親父が向こうから歩いてくるような気がするんだ。とても死んだなんて信じられていない。そして、猛烈にレースってやつに関わりたくなった」として、父と同じくモータースポーツの道を選び、バイク便のアルバイトをしながら二輪レースに参加した。この時点でも四輪レーサーになろうという考えは全くなかった。バイク便の仕事は楽しかったと言い「その会社のことを探るにはうってつけの仕事だった。ある日「リコー」に行ったんだ。世界有数のコピー機メイカーだと知って、アプローチを掛けたらスポンサーになってくれた。それから何年かサポートしてくれて、バイク便をやったおかげだったね。」との逸話がある。

### レースデビュー
1980年から1984年まで5シーズンに渡って学業のかたわら2輪レースに参戦し、最終年となる1984年にはブランズハッチのクラブマンカップ350ccクラスにヤマハのマシンで出場しタイトルを獲得した。途中、1983年にフォーミュラ・フォード2200に1戦のみテスト参戦し、23歳で4輪レースデビューした。この時のチームのエースでポール・トゥ・フィニッシュを飾ったのはアンソニー・レイドである。
ブランズハッチのオーナーであるジョン・ウェッブの援助により、1985年には本格的に4輪レースへ転向し、フォーミュラ・フォード1600に参戦した。1986年からイギリスF3にステップアップ。当初はウェストサリー・レーシングから参戦予定だったが、開幕前の2月21日のテスト走行で同僚のベルトラン・ファビが事故死してしまったのを受け、チームの同年活動休止が決まったためにマーレイ・テイラー・レーシングに急遽移籍しての参戦となった。1987年にインタースポーツ・レーシングに移籍し、ラルト・トヨタで2勝を挙げランキング5位に入る。同年チャンピオンはFF1600時代から同じレースに出場していたジョニー・ハーバートであり、彼とはF1引退後も友人である。1988年1月末、新人発掘に長けるピーター・コリンズから誘われ、ベネトンのF1テストドライブを経験する。イギリスF3では前年に続いて2勝を挙げ、ランキング3位を獲得。この年には国際F3000選手権へもスポット参戦した。

### F3000/ル・マン
1988年のシーズン終盤に国際F3000選手権へデビューし、1991年まで3シーズンフル参戦する。1989年はシーズン途中より片山右京に代わりムーンクラフトシャシーを使用するフットワークチームから参戦したが、このシャシーの熟成度が低く目立った成績は残せなかった。同年はル・マン24時間レースや、イギリスF3000選手権にも参戦した。
1990年、ミドルブリッジ・レーシングへ移籍。ポールポジション3回、ファステストラップ2回を獲得し、5戦でレースをリードするなど活躍したが、勝利を挙げることはできなかった。同年にミドルブリッジがF1のブラバムを買収しオーナーとなったことで、ヒルは同年のブラバムテスト&リザーブドライバーとしても指名された。ミドルブリッジF3000チームはブラバムのテスト・チームとなったため、1991年の国際F3000選手権にはエディ・ジョーダン・レーシングとミドルブリッジの提携参戦という形になり、ヒルはバークレイ・チーム・ジョーダンからの参戦となった。

### ウィリアムズ加入とF1デビュー
1991年
F1のトップチームウィリアムズにテストドライバーとして起用された。これは前任者のマーク・ブランデルがブラバムのレギュラーシートを得たため、ウィリアムズから離れるという話を小耳に挟んだヒルが、1990年のクリスマスにダメもとでテクニカル・ディレクターのパトリック・ヘッドに電話をかけて問い合わせたのがきっかけであり、エディ・アーバイン、アンドリュー・ギルバート＝スコット、ペリー・マッカーシー、デビッド・ブラバム、ジュリアン・ベイリーなどの候補者の中からヒルが抜擢された。
このときヒルは四輪レースを始めて以来「初めてほっとできた。戦闘力の低いF3000からいきなりF1のベストマシンに乗れる。テストとは言えこんな貴重な経験はないと思った」とその喜びを語っている。
1992年
1991年、ウィリアムズでのテスト走行をこなしつつ、1992年第4戦スペインGPよりジョバンナ・アマティに替わりブラバムのレギュラーシートを獲得。かつては父グラハムも1971年・1972年に所属しており、親子2代での在籍となった。しかし、この頃にはミドルブリッジ・グループ傘下の「モーターレーシング・ディベロップメント・プロダクツ」によって運営されているブラバムは、日本企業のスポンサーも減少し深刻な資金難から存続が危ぶまれており、マシンも前年度の小改良に留まるなど競争力に欠けていた。

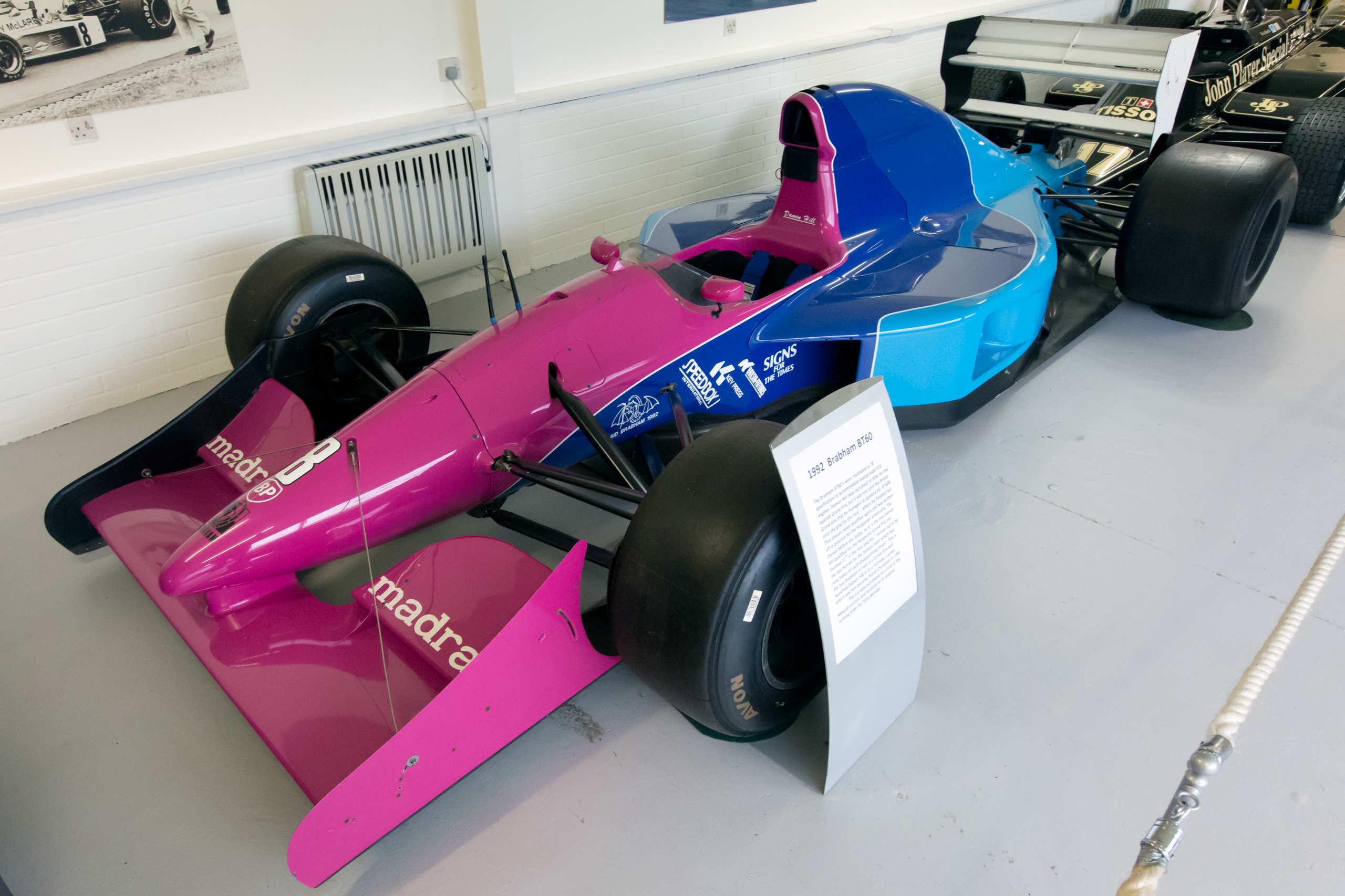
ヒルがF1デビューしたブラバム・BT60B

シート獲得後も予選落ちが続き、初の決勝進出は母国・第9戦イギリスGPとなった（記録上はこのイギリスGPがデビュー戦となる）。このレースを予選26位（通過最後尾）から最下位ながらも完走（16位）した後、第11戦ハンガリーGPで2度目の予選通過（25位）、こちらも最下位（10位）で完走を果たしたが、そのハンガリーGPをもってブラバムは活動を停止。これ以降はレース出場の機会は訪れず、8戦中6戦予選落ちに終わった。
このブラバムでの参戦について、「少なくとも
F1のシートだし、チームはひどい資金難で制限が多かったけど、でもF1グランプリにデビューさせてくれたのだから感謝しているんだ。おふくろも純粋なレーシングファンなので、F1デビューを喜んでくれたよ。」と述べている。
1993年
1993年、前年にチャンピオンを獲得したナイジェル・マンセルとチームとの交渉が決裂し、リカルド・パトレーゼもチーム体制に不満を抱き、両者揃ってウィリアムズを離脱する。チームは1992年休養中の身であったアラン・プロストを招聘する一方、ヒルをテストドライバーから昇格させた。

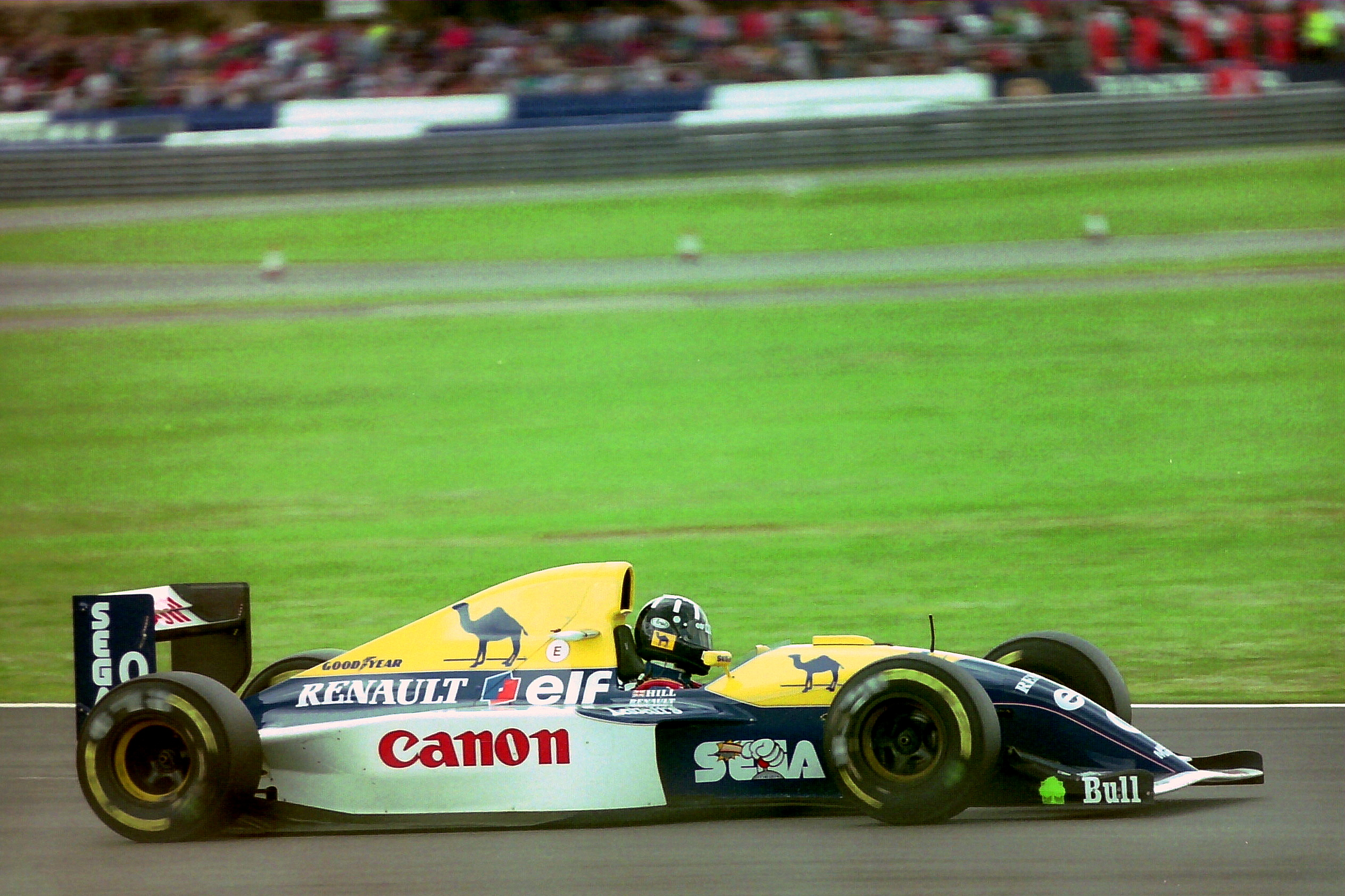
ウィリアムズ・FW15Cをドライブするヒル（1993年イギリスGP）

序盤は経験不足を露呈する場面も見られたが、3度のチャンピオンを相手に次第に存在感を見せるようになる。プロストの地元第8戦フランスGPで初PPを獲得し、決勝ではプロストを猛追する場面もあったがチームオーダーにより2位キープ。続く母国第9戦イギリスGPにおいて予選ではプロストに敗れるも、スタートで首位に先行し終盤までトップを走行。しかし、残り18周でエンジントラブルによりリタイヤ。続く第10戦ドイツGPでも、序盤からトップを走行するが、今度は残り3周でタイヤバーストで涙を呑んだ（15位完走扱い）。
しかし第11戦ハンガリーGPでは2位以下を1分以上引き離し、F1参戦19戦目（決勝レース出場は13戦目）にして初優勝を達成した。これを皮切りに第12戦ベルギーGP、第13戦イタリアGPと3連勝し、この時点ではチャンピオン獲得の可能性も残っていた。勢いもあり、第14戦ポルトガルGPでは2度目のPPを獲得したが、フォーメーションラップにスタートできず最後尾にまわり好機を逸し、このレースを2位で終えたプロストのチャンピオンが確定した。その後、終盤の2戦を連勝したセナにも逆転され、結局最終的な年間ランキングは3位となった。

### チャンピオン候補
1994年

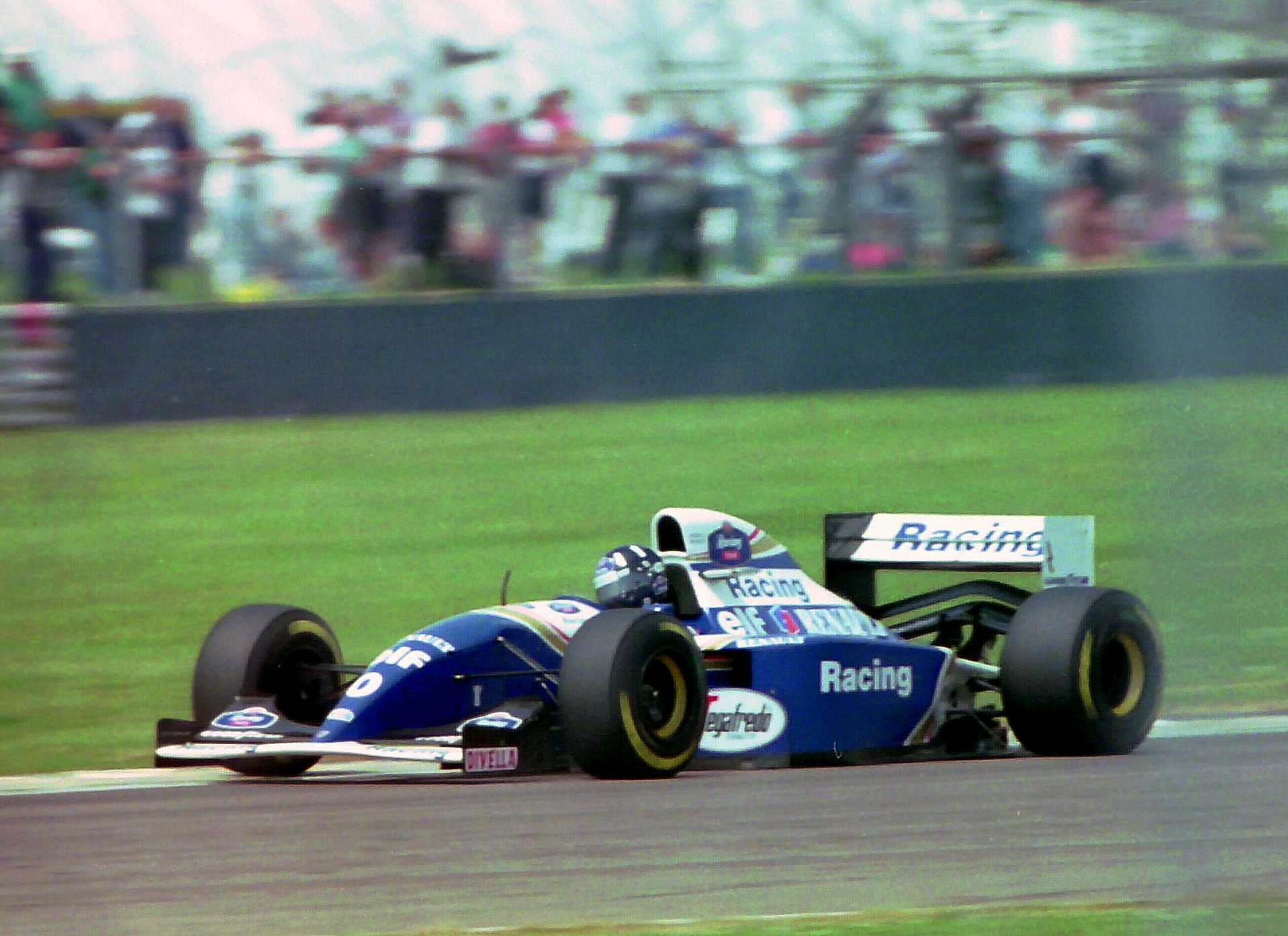
1994年イギリスGP

翌1994年、アラン・プロストと入れ替わってエース・ドライバーとなったアイルトン・セナとともにウィリアムズから継続参戦。しかし、開幕前の下馬評を覆す形でベネトンのミハエル・シューマッハが開幕3連勝し、チャンピオンシップの主導権を握った。そんな中第3戦サンマリノGPでセナが事故死し、これによりヒルは唐突にエースドライバーになった。
その後もシューマッハの優勢は変わらず、第7戦フランスGP終了時点では6勝・2位1回のシューマッハに対し、ヒルはシューマッハにギア・ボックストラブルが発生した第5戦スペインGPが唯一の勝利であり、ポイントで37点差を付けられていた。しかし、第8戦イギリスGPでは、父の果たせなかった念願の母国優勝を達成。また、このレースでシューマッハがフォーメーション・ラップでヒルを2度に渡り追い越すレギュレーション違反行為、およびその後のレース中に課せられたペナルティ指示を無視し続けたことに対し、FIAがイギリスGPのリザルトから除外および2戦出場停止と言う厳罰を発表、事態は一変していく。
ベネトン側の不服申し立てにより、一旦は出場停止は保留となるも、第12戦ベルギーGPでは、トップでゴールしたシューマッハが失格となり、2位だったヒルが繰り上がりで優勝。そのままシューマッハの出場停止処分が執行されたとなった2レースをいずれも制し3連勝となり、2人のポイント差は急激に縮まっていった。更に第15戦日本GPでは雨天下で変則2ヒート制になる中でシーズン5勝目を記録。初めてシューマッハを自力で破り、1点差まで追い上げて最終戦を迎えることになった。
最終戦オーストラリアGPでは、PPのマンセルがスタートでホイールスピンにより出遅れ、シューマッハがトップ、ヒルが2位で肉薄するマッチレースとなった。しかし、シューマッハがミスにより35周目にコースアウト、コースに戻った直後の右コーナーでヒルがインを突くも、シューマッハはアウトから被せて両者は激突。その場でリタイヤとなったシューマッハに対し、ヒルは一旦走行を続けるも左フロントサスペンションを破損しており、結局ピットへ戻りリタイヤ。この結果、初のワールドチャンピオンはシューマッハが獲得するが、接触が意図的なものではないかと非難を受けることとなった。
1995年
1995年もシューマッハとのチャンピオン争いとなり、序盤は3戦中2勝とリード。しかし、第4戦スペインGPでは、2位を走行しながらゴール直前にリタイア（結果は完走扱いの4位）。第5戦モナコGPでは桜井淑敏をもってして「プロストをも凌ぐ」という走りでポールポジションを獲得するも、決勝では1ストップ作戦をとったシューマッハに逆転負けで2位に終わった。第7戦フランスGPでは再びシューマッハにピット戦略で逆転を許すなど、以後もマシントラブルや他マシンとの接触、自分自身とチーム戦略のミスなどが重なり、ポイント差を拡げられていった。

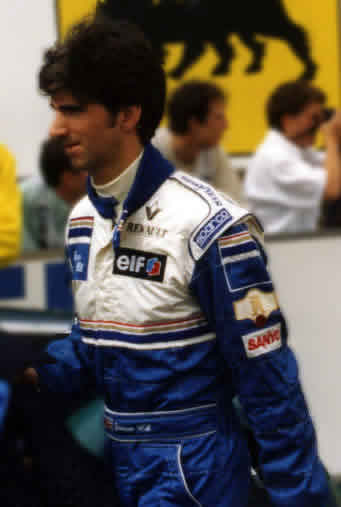
1995年当時

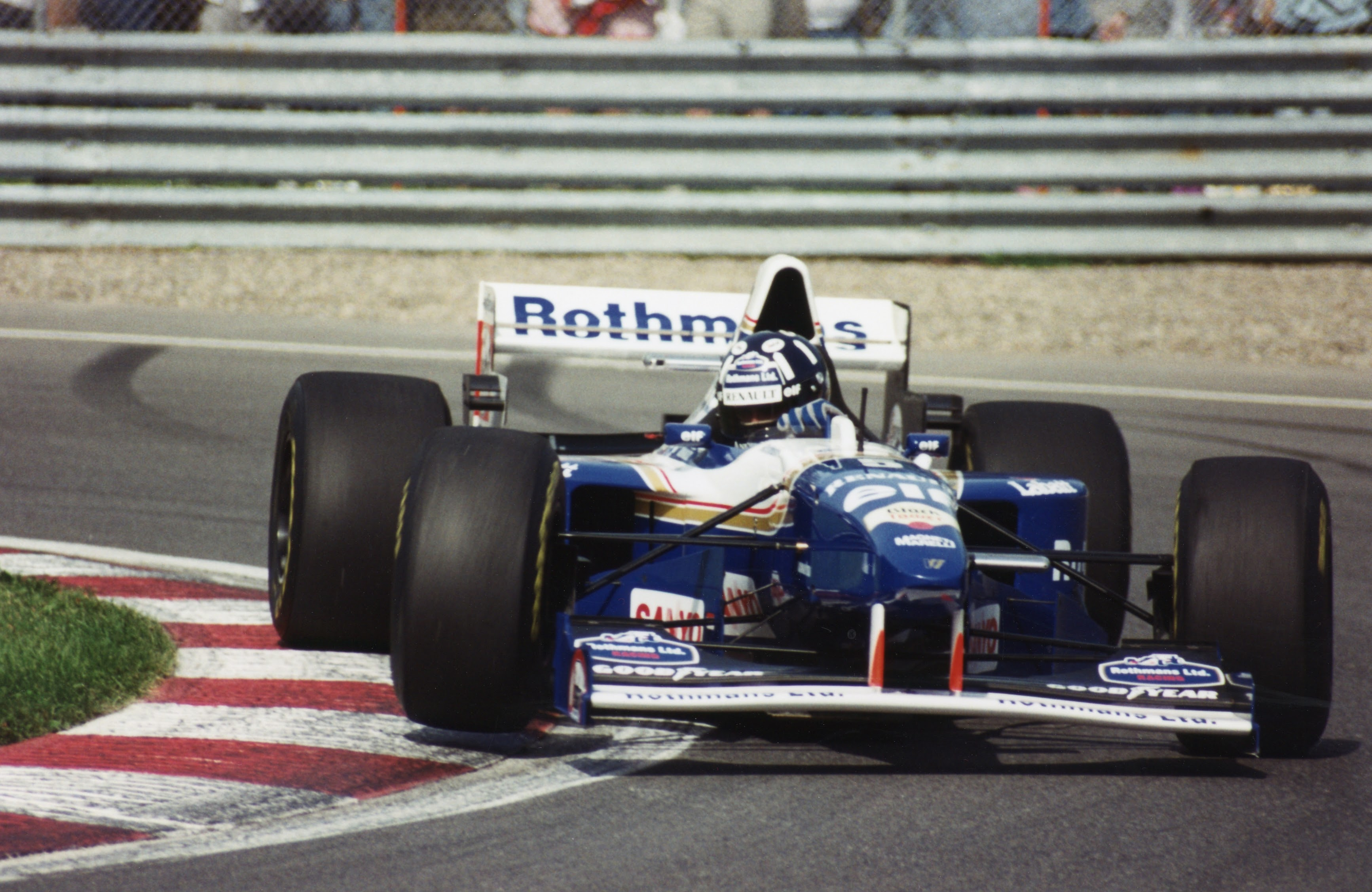
カナダGPにてウィリアムズFW17・ルノーを駆るヒル(1995年)

第8戦イギリスGP・第12戦イタリアGPでは、シューマッハに追突して両者リタイア、特にイタリアGPではレース後に1戦執行猶予付き出場停止処分を受けた。第9戦ドイツGP・第14戦ヨーロッパGP・第16戦日本GPでは単独スピンでリタイア（ドイツはパトリック・ヘッドが「原因はリアのジョイント磨耗」と発表）。第15戦パシフィックGPでシューマッハのドライバーズタイトル、第16戦日本GPでベネトンのコンストラクターズタイトルが決定。シューマッハの2年連続チャンピオン獲得を阻止できなかっただけでなく、前年は死守したコンストラクターズタイトルも奪われる結果となった。
最終的に17戦中4勝7ポールポジションとなり、特に第10戦ハンガリーGPでは優勝・ポールポジション・ファステストラップ・全周回1位のグランドスラムを達成。最終戦オーストラリアGPでは2位のオリビエ・パニスを2周遅れにするなど、圧倒的な速さも見せた一方で、シーズンを通せば「勝負弱さ」「ミスの多さ」等を指摘され続けることとなった。後半戦には、チームメイトのデビッド・クルサードに4戦連続PPを奪われる場面もあった。
これについてヒルは「ウィリアムズは勝つ為なら手段を選ばないチームではなかった」「ベネトンは実質的にミハエル・シューマッハーのワンマンチームだから、彼を徹底的にマークすれば当然勝機は増す。でもウイリアムズはそう言う戦い方を選ばない矜持を持っていた」と当時を語っている。

### 悲願のチャンピオン獲得もウィリアムズ放出
1996年
1996年はマクラーレンに移籍したクルサードの後釜として、前年のCARTチャンピオンで「驚異の新人」と言われたジャック・ヴィルヌーヴが加入した。FW18が他チームを圧倒する戦闘力だった事もあり、奇しくも「2世ドライバー」同士にしてチームメイト同士のチャンピオン争いと言う展開となった。ヒルは開幕戦オーストラリアGPからの3連勝など、第9戦フランスGP終了時点では6勝を挙げたが、以後ははやや精彩を欠いてヴィルヌーヴの猛追を受け、タイトル争いは最終戦の日本GPまでもつれ込んだ。

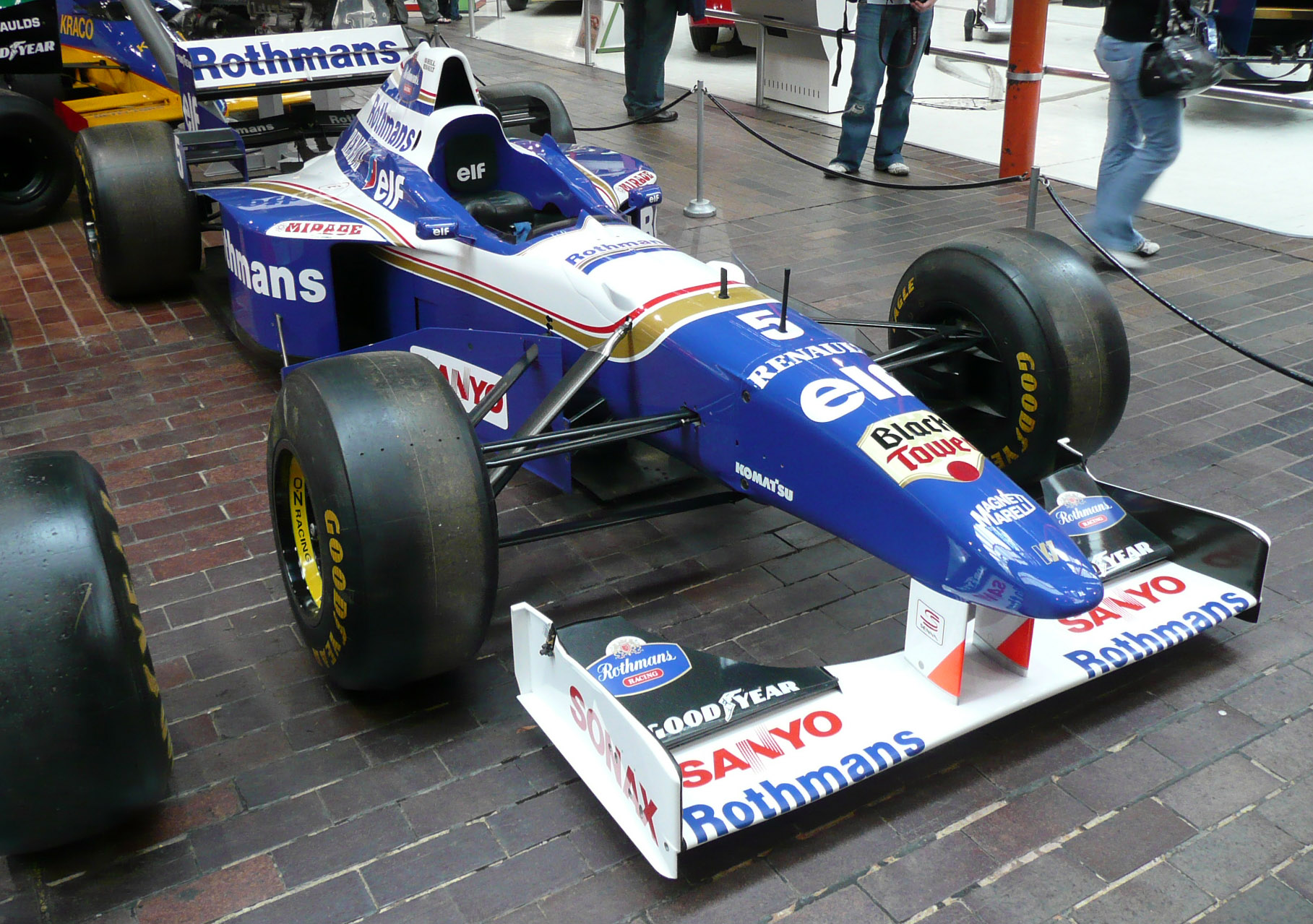
ヒルが王座を獲得した愛車、ウィリアムズ・FW18

この時点でヒルとヴィルヌーブとの得点差は9点、ヒル7勝に対してヴィルヌーヴ4勝であり、日本GPでヴィルヌーブが優勝してもヒルは6位1ポイント以上を獲得すると、勝利数の差により無条件でチャンピオン決定と言う非常に有利な状況にあった。ヒルは予選2番手ながらスタートでPPのヴィルヌーヴに先行しレースをリード、37周目にはヴィルヌーヴがタイヤ脱落トラブルでリタイアし、自身初のワールドチャンピオンが決定した。その後も一度も先頭を譲らず、チャンピオン獲得レースを完勝で締めることとなった。「（1994年に母国の）イギリスで勝ったことより96年最終戦の鈴鹿での勝利が一番嬉しかった」と喜びを語っている。親子2代でのワールドチャンピオンは、F1史上初のことだった。なおヒルはこの年の全レースでフロントローを獲得しており、苦手コースで下位に沈むことのあったヴィルヌーヴとは、安定感で差を付ける結果となった。
しかし、この年のイタリアGP直前の8月26日にヒルはチームから翌年の契約を行わないことを通告され、その後、ヒルの後任としてドイツ人のハインツ＝ハラルド・フレンツェンが起用されることが発表された。このヒルの解雇劇についてあまり語られておらず、本人も当時はこの件について語りたくないと沈黙し、後年のインタビューでいくつか語ったものの、詳細は不明である。これに関して書かれた当時の記事の内容では、契約金の交渉が行われていないことからウィリアムズはヒルの放出を内定している可能性があり、ヒルが大きく譲歩しないと残留は難しい考えられており、当時のストーブリーグの噂でもヒルが1997年もウィリアムズ残留できるか怪しいという見解が占めていた。また、ウィリアムズから見れば、1994年と1995年はヒルがドライバーズタイトル獲得の可能性があったにもかかわらず、ミハエル・シューマッハに敗れる結果になったことから今年度で見切りをつけることにしたという見方もあった。
他にもフレンツェンの起用に関しては、フジテレビの1996年のF1総集編にて将来のエンジン獲得に有利なドライバーとしてフレンツェンを起用するというコメントがナレーションで語られたことや1994年にセナがチームに対し、1995年のドライバーとしてフレンツェンの起用を提案していたという噂があり、チームはそれをここにきて実現することを選んだという考察を挙げている（1996年時点では一連のウィリアムズの動きからBMWが将来的に参戦するのではという噂話にとどまっており、BMWが2000年からウィリアムズにエンジン供給を行うことが発表されたのは1997年9月になってからである）。
また、ヒルの後年のインタビューによれば、1997年の契約がないことについてチームから詳細な説明はなかったと語り、ヒル自身は契約金に関しては弁護士に任せていたため、契約金に関する問題に関しては自身の関わっていなかったとコメント。むしろ、この年（1996年）の好成績は（ヒルを放出する予定であった）ウィリアムズ側にとっては予想外で行き詰まってしまったのだろうと語っている。
このヒル解雇劇はチーフデザイナーを務めていたエイドリアン・ニューウェイの逆鱗に触れ（チームからは事前の相談も無かった）、チーム株買収に対するチームとの意見の不一致も加わり、ニューウェイはマクラーレンへ移籍を決断。来期のFW19の設計を終えたあと、シーズン終了後の11月8日、ニューウェイは「ウィリアムズは契約不履行している」と主張して出社拒否し、これに対してウィリアムズ側とは法廷闘争にまで発展した。また、長年ウィリアムズの広報を担当していたアン・ブラッドショーほかヒルを慕っていた数人のスタッフも離脱した。なおこの一件に関しては後年フランク・ウィリアムズ自身が「あれは大きな失敗だったな」と認め、この年を境にウィリアムズの勢いは次第に下降傾向に入ったと評されている。
日本GP直後、ウィリアムズを離脱したヒルは翌年F1参戦となるブリヂストンのタイヤテストに参加した。

### 王者を襲う苦境、そして底力
1997年

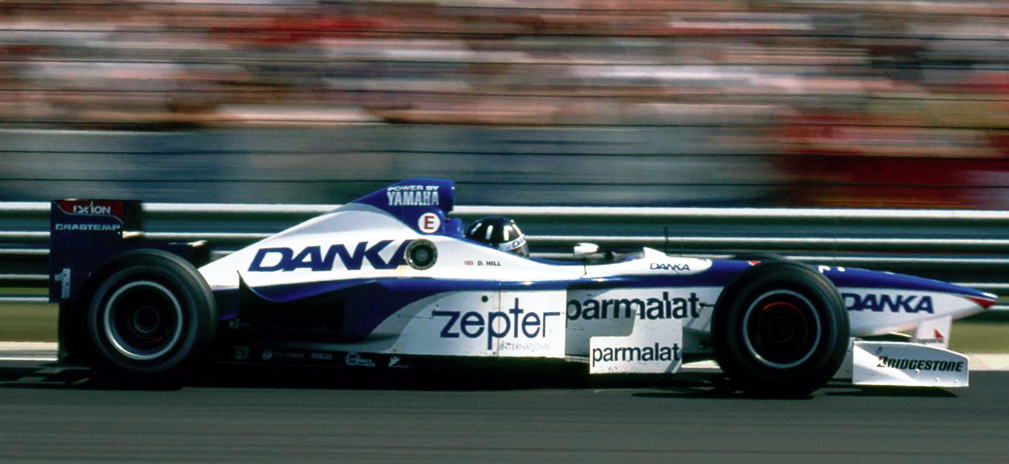
アロウズ・ヤマハをドライブするヒル（1997年ハンガリーGP）

1997年、トム・ウォーキンショーが買収したアロウズに誘われ移籍。移籍先を決めるまでには同年よりF1参戦するスチュワート・グランプリからもオファーを受け興味を抱いたが、「F1参戦初年度と言う事もあり、リスクが高すぎる」「（成績がひどかった場合に）古くから続くヒル家とジャッキー・スチュワート一家との関わりを拗れさせたくなかった」との理由で加入を見送った。他にジョーダン、プロストからのオファーも届いたがどちらも提示が2年契約で、ニューウェイが移籍したマクラーレンへの翌年移籍を視野に入れていたヒルの意向とは合わなかった。
A18はテストでも満足に走り込みが出来ず、ヤマハV10エンジンにもトラブルが続出したうえ、ブレーキに致命的な欠陥を抱えたまま開幕を迎える。開幕戦のオーストラリアGPではあわや予選落ちの危機に立たされ、決勝ではフォーメーションラップ中にマシントラブルでストップし、スタートすら出来ずに終わる。第2戦ブラジルGPでは予選9位を獲得し、決勝では一時期はシューマッハを従え4位を走っていたが、残り4周でストップした（結果は完走扱いの17位）。その後も第6戦スペインGPで一時5位まで浮上するも、油圧系トラブルでリタイヤ。この時点では1度もフィニッシュ出来ていなかった。
マシンがまともに走らない間でヒルはモチベーションを失い、その当時を「あれは私ではなく、F1が受けた辱めだったと思う。前年度王者をこんな風に扱いたかったら好きにすればいいと思うしかなかった」「私は与えられた環境でベストを尽くすしかなかった。本当に悔しかったが、これも仕事であり、サラリーを貰っている以上は耐えた」と振り返っている。
しかし5月10日付けでフェラーリから移籍したジョン・バーナードがテクニカル・ディレクターに就任し、テストの方向性を決めてから、A18の信頼性は向上。赤旗中断となった第7戦カナダGPで9位となった後、第9戦イギリスGPでは6位入賞と初ポイントを獲得した。
第11戦ハンガリーGPではブリヂストンタイヤの性能を生かし、予選3位に食い込んだ。決勝では序盤でグッドイヤータイヤとのマッチングに苦しむフェラーリのミハエル・シューマッハを1コーナーで抜き、そのまま2位のヴィルヌーブに35秒の差を付ける独走態勢をキープし、アロウズチーム・ヤマハエンジン・ブリヂストンタイヤにとっては初優勝の時が迫っていた。しかしレース終盤に油圧系の不調が引き金となってスロットルが戻らなくなったうえ、ギヤボックスが3速に固まったことで急失速した結果、ファイナルラップで前年のチームメイトだったヴィルヌーヴに抜かれ、優勝を逃した。しかしレース前の下馬評を覆す2位に入り、「非力なマシンでもレースを支配出来る力」を見せ付けるターニングポイントとなった。
その後、第14戦オーストリアGPでも6位を走行していたが、残り2周でシューマッハに抜かれ7位。第15戦ルクセンブルクGPでも6位を走行するが、ピットインの際のエンストで大きく後退し最終的には8位。最終戦ヨーロッパGPでは予選でトップと0.058秒差の4位に食い込むが、決勝は6位走行中にギア・ボックス・トラブルでリタイヤとなり、いずれもポイントを獲得出来なかった。

### 現役最後の勝利、引退へ
1998年

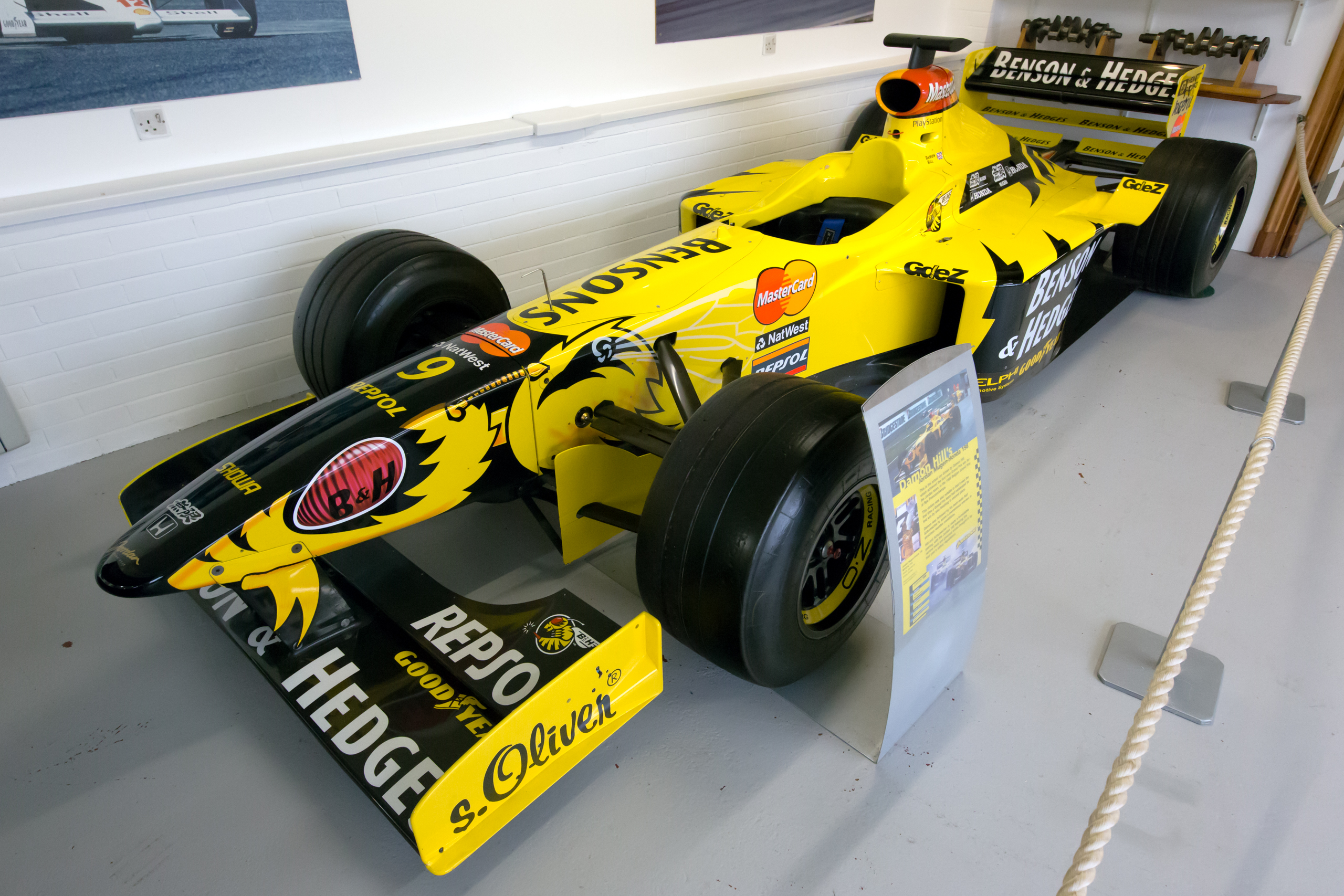
最後の優勝マシンとなったジョーダン・198

1998年はジョーダン無限ホンダに移籍。マクラーレンからのオファーはあったが、当時のオーナーのロン・デニスから出された「年俸ゼロ、1勝ごとの報酬制」「年間100日の無償プロモーション活動」などの条件を受け入れられずに拒否した。他にザウバーやプロストからもオファーを受けていた。
第7戦カナダGPでは一時2位を走行するが、電気系トラブルのためリタイア。これを含め前半戦はショートホイールベース化や、信頼性の問題を抱えていた198で苦戦を強いられ、第10戦オーストリアGP終了時点ではノーポイントだった。しかし以後はコンスタントにポイントを獲得し、雨の波乱含みの第13戦ベルギーGPでジョーダンに初勝利をもたらした。これはヒル本人にとって現役最後の勝利であり、また、F1ではウィリアムズ以外のチームで挙げた初めての勝利でもあった。最終戦日本GPでは最終ラップまで奮闘して4位入賞し、チームをコンストラクターズ4位に導いた。
1999年

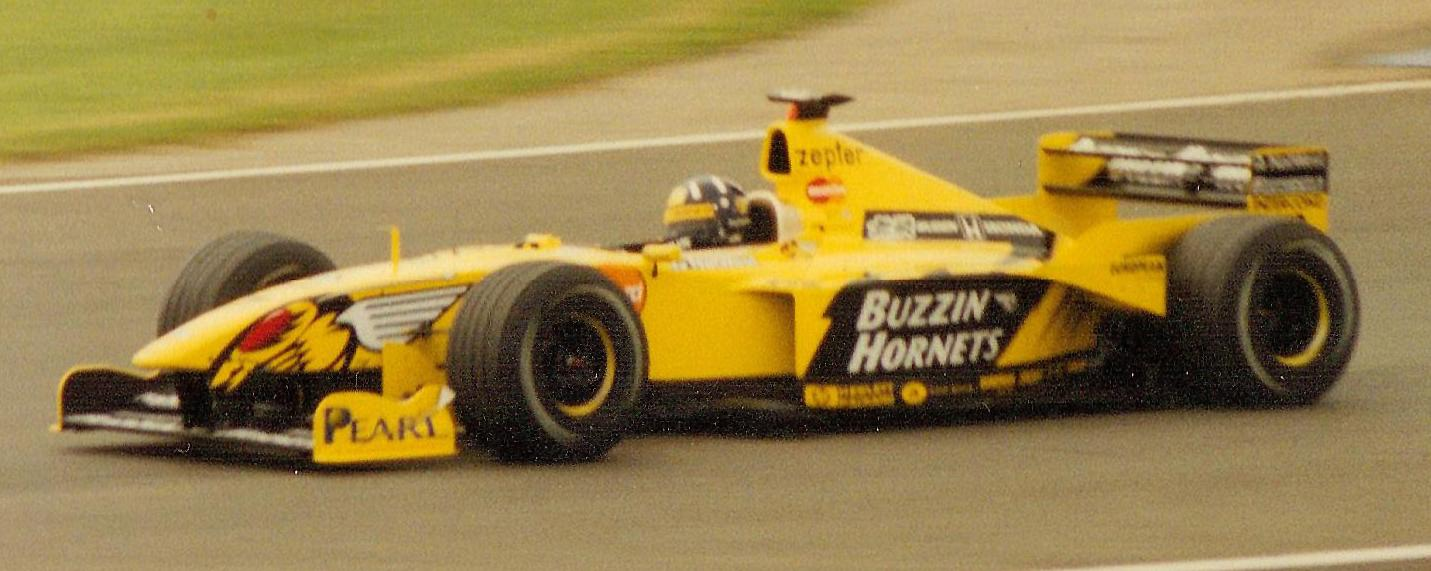
ジョーダン・199をドライブするヒル（1999年イギリスグランプリ）

1999年は新規定の4本溝タイヤの扱いに苦戦し、成績もチームメイトのハインツ＝ハラルド・フレンツェンに圧倒された（予選2勝14敗、ポイント7対54）。第6戦カナダGP後に今季限りでの引退を表明したが、チームオーナーのエディ・ジョーダンは「シーズン途中での引退の可能性」を示唆。地元の第8戦イギリスGPが最後のレースとなると報道され、チームも後釜としてニック・ハイドフェルドや中野信治、ヨス・フェルスタッペンを検討していたが、このレースで5位に入賞し改めて最終戦までの現役続行を表明した。
その後、得意コースの第11戦ハンガリーGP・第12戦ベルギーGPで6位に連続入賞するものの、全体的に精彩を欠いていた。第14戦ヨーロッパGPではスタート直後にレコードライン上でスローダウンし、ディニスがアレクサンダー・ヴルツと接触して横転、ロールバーが折れて一時はディニスの生命の危機が危ぶまれる大クラッシュの原因になってしまった。引退レースとなった最終戦日本GPではコースアウトしたのち戦意喪失による「レース棄権」で終えることになり、一部ジャーナリストからは批判を浴びた。

### 引退後
引退後はBMWのディーラー経営と、メンテナンスを含むスーパーカーのレンタルを行う会員制クラブ、P1インターナショナルを主催しながら、2012年からSkySportsのF1解説者として世界各地を回る多忙な日々を送っている。
2005年にはF3000に代わる新シリーズGP2のエンジン供給先であるルノー・スポールからのテスト走行を依頼され、F1時代を彷彿させる勇姿を見せた。

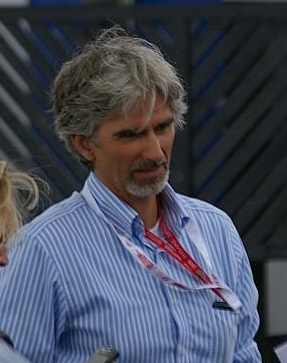
BRDC会長時代（2008年）

2006年の4月末、イギリスGPのマネジメントを行うブリティッシュ・レーシング・ドライバーズ・クラブ (BRDC) は次期会長選挙を実施し、ヒルをジャッキー・スチュワートに代わり会長に選出。会長就任の5年間にシルバーストン・サーキットの近代化や、同サーキットにおける17年間のイギリスGP開催契約締結の実績を残している。また同年、6月にロンドンで開催されたブリティッシュ・モーターショーにおいて、前年度のチャンピオンマシンであるルノーR25のデモランを担当し、出席したトニー・ブレア首相とも握手を交わした。
2011年、8月25日に開催されるBRDCの年次総会で会長職を退任。退任の理由について「家族や自分の関心事、息子ジョシュのレーシング・キャリアにもっと時間をかける正しいタイミングだ」を語っており、後任にはデレック・ワーウィックが選出された。新会長に就任したワーウィックは前任者のヒルに「まずは会長として活動する中でBRDCに対する忠誠と献身を発揮したデイモンに感謝を述べたい。数々の困難を抱えたにもかかわらず、われわれを導き、最終的には成果を納めてくれた。私の目標はデイモンが去ったところから継続することだ」 と今までの労をねぎらった。
2012年7月、デイモンが古巣ウィリアムズの新代表になるとのうわさが流れたが、同チームの共同オーナーであるトト・ヴォルフはこの件を否定した。また同年、1862年に設立したスイスの名門ブランド「CYMA（シーマ）」のアンバサダーに就任した。

## ドライビングスタイル
F1デビュー当時、下位カテゴリーでの成績が平凡だった上に31歳とすでにベテランの年齢だったため、期待される存在ではなかった。ウィリアムズ在籍時には「ヒルの成績はトップチームであるウィリアムズのマシンパワーのおかげ」とする声も少なくなく、ブリヂストンのF1プロジェクトリーダーだった浜島裕英も、初めて眼の前でヒルの走りを見るまでは、そう思っていたと語る。
ミハエル・シューマッハはヒルのドライバーとしての評価について「カート経験者との差を感じたね。いざバトルとなると、デイモンはいつもどこか自信がないようだった。私は相手を限界ギリギリまで追い込むのが得意だったが、彼は明らかにそういう状況が苦手だった」と語っている。また、浜島も「（プレッシャーに晒された時の）デイモンはちょっと弱い、M.シューマッハやベッテルとはそこが違う」、「余りチームを引っ張って行くタイプではない、与えられた状況でベストを尽くすタイプ」と評している。
しかし、先述の1997年ハンガリーGPで「マシンのおかげのチャンピオン」「シューマッハをオーバーテイク出来ない」「ウィリアムズ以外では活躍出来ない」と言った、それまでのイメージを悉く覆し、そこに至る道程が「偉大なドライバーはどんな状況でも必ず輝く」事を証明するものであったこと、上記のヒル解雇が招いたニューウェイ離脱がウィリアムズ衰退への始まりであったなど、後年ヒルへの過小評価は覆されて行った。
アロウズ時代のチームメイト、ペドロ・ディニスも「如何なる状況でも淡々と仕事に挑み、マシンの状況をいつ、どこで、どんな症状かをエンジニアに答えている」「マシンが遅くても怒らないし、トラブルが起きても慌てない。今までに見たチームメイトとは明らかに違った」と述べ、ヒルからの影響を認め「デイモンから学んだことは多かった」と感謝の意を述べている。
ウィリアムズのテストドライバー時代にはアクティブサスペンションの熟成を担当し、ナイジェル・マンセルやアラン・プロストのチャンピオン獲得にも貢献している。プロストは「デイモンは、マシンを仕上げてゆくという面で、非常に優れたドライバーだ。そういうドライバーは、F1にもほとんどいないと言っていい」と賞賛している。プロストとチームメイトであった1993年には、自分と同じセッティングで走っていたプロストのハンドル操作が極めて少ない（タイヤを痛めない）ことをデータから知り、プロストの走法を研究するようになったと言われている。それゆえ第2期ルノーF1の開発責任者であるベルナール・デュドによると、「デイモンのドライビングスタイルは、他のだれよりもアラン・プロストに近い。とても滑らかで、丁寧だ。エンジンの使い方も適切で、決してアクセルを乱暴に何度も踏んだりすることはしない。ヒルのスタイルは華々しさは全く持っていない。だが効率的なことは確かだ」と語っている。
パトリック・ヘッドはヒルについて、「デイモンはマシンを分析するのが、とても上手い。(中略)そしてそれ以上に、彼はものすごく速いんだ。これは本当さ。だったらジャック・ヴィルヌーヴにデイモンの速さについて聞いてみるといい」と語り、また「普通のドライバーは、レース中に集中するために無線であまり話をしたりはしない。でもデイモンは、静かにしなくても集中できるようで、いつも我々と話をしてくる。(中略)でも、これは彼がドライビングをしながらもリラックスできている証拠だし、ハードプッシュしているときでもマシンの状態を感じ取れているということの表れなんだ。これは本当にまれな資質だよ」評している。
タイヤに優しいドライバーでもある。94年の日本GPではトラブルのためタイヤ交換が3本しかできず、大雨のトリッキーなコンディションで他のドライバーがスピン、リタイアする中、交換出来なかった1本が磨耗しきった状態で2ヒート制のレースを走り切り、優勝している（ヒル本人はレース中4本全て交換したと思っており、この事実をレース後に聞かされた）。
浜島もトラクションの掛け方の的確さを賞賛、1996年の日本GP後に行われたブリヂストンのタイヤテストに参加したヒルが、同じマシンでテストしたリカルド・ロセットより2秒ほど速いタイムをマークしたことに「タイヤメーカーの立場からすると1秒の違いはタイヤが根本的に変わるくらいの差」「やはりチャンピオンになるドライバーはレベルが違う」と発言している。また、アライヘルメットの福田毅によると「ヘルメットの内装はそれぞれの人間に合わせて作るカスタムフィットなのですが、どうしても誤差が出てしまう。ほとんどのドライバーはその誤差に気付かないんですが、ヒルはその指摘ができるんですよ。そんな指摘ができるのは世界で彼だけでしょうね。ヘルメットつくりから見ると彼の開発能力は非常に優れていて、チャンピオンになる人間は違うなというのが率直な意見です」と述べている。
なお、ヒル自身は引退後に自らのドライビングスタイルに一番合っていたレーシングカーを問われた際、FW18と回答している。その特徴を、「FW17より明らかに乗り心地がよくなり、タイムアタックしやすくなった。」と述べ、「珠玉の1台と言っていいと思う。少しも複雑じゃないところが最大の長所で、ステアリングには無線とドリンクとニュートラルのNボタン、あとは裏側のシフトパドルだけしか装備がない。素晴らしい時間を過ごさせてもらったよ。」と最大限の評価を与えている。

## 他のドライバーとの関係
- 名付け親は父グラハムと同年代ドライバーのジョー・ボニエ[5]。
- スターリング・モスとは誕生日が同じである。また父グラハムとフィル・ヒルは　“ヒル”という同じ苗字のため仲が良かったようで、デイモンは一時期フィルの自宅にホームステイした経験がある。
- どのチームメイトとも良好な関係を築いており、ミカ・ハッキネンと並び人格的にバランスの取れたナイスガイであった。また、ウィリアムズの広報だったアン・ブラッドショーによれば、素顔のデイモンは父グラハム似のひょうきんな性格だという。
  - 1996年のチームメイトで同じ2世ドライバーでもあるジャック・ヴィルヌーヴとも関係は良好で、翌1997年のハンガリーGPでデイモンがトップ独走しながらもレース終盤で油圧トラブルで急失速し、ファイナルラップでジャックに抜かれる際にスピードの遅いマシンでダートに押しやる幅寄せを行なうも2位に後退するが、レース後は何事も無かったかのように両者抱擁しながら表彰台に登り、観衆から盛大な歓声を受けた[56]。
- プロストのような滑らかな走行が目標であると公言しており、引退していたプロストが1995年にマクラーレンのテストに参加した際、「僕はプロストファン（Je suis Prostophile）」と復帰を願う発言をしてフランスのスポーツ新聞「レキップ」の見出しを飾った。またプロスト自身も「93年から同じチームで戦って以来、ヒルの大ファン」と語っている[57]。
- 一方で多くのイギリス人ドライバーの例に漏れずマンセルは憧れの存在であり、マンセルは93年シーズン、自身の後任にヒルを強く推薦した。これについてヒルは「このことは一生忘れない。ずっと感謝し続けるだろう」と感謝の言葉を述べている[58]。
  - 1994年、セナ亡きあとのウィリアムズでヒルはエースドライバーに昇格したが、セットアップについてチームに進言していたのを無視され続けた。その後、フランスGPにスポット参戦したマンセルが同じ点に気づき「何でデイモンの言う通りにしないんだ!早くしろ!」と一喝した。結果、ヒルはこのレースでシーズン初のポールポジションを獲得した。
- ファン・パブロ・モントーヤのファンであることも公言している。
- 1996年の日本GPで優勝しタイトルを決めたとき、3位入賞したハッキネンに「君にも同じ日が来る」と一言。2年後、ハッキネンは最終戦、同じ日本GPで優勝して初のチャンピオンを決めた。その場でヒルは「ミカのタイトルは、まだ最初の一歩に過ぎない。彼はこれから何度もチャンピオンに輝く力を持っている」と賞賛している[59]。
- 1994年5月5日のセナの葬儀に参列した。また、いわゆる「アイルトン・セナ裁判」に出廷し証言した。セナの事故死については後年「多くの人が彼はミスをしないというが、私はそれが分からない。冷えたタイヤで走り多くのミスを犯した。」と英オートスポーツ紙のインタビューで語っている。
- 1994年のドイツGPでは片山右京を抜こうとして接触し、レース後の記者会見で不満を述べた。しかし、同席していた片山に「だって君遅いんだもん」と言われ相手にされなかった。ただし後年は「デイモンはその後、腕を磨いたと思う」と感じるようになり、特にチャンピオンを取った後にアロウズに移籍したころは「こんなに良いドライバーだったんだ…と驚いた」と率直に語っている[60]。

### シューマッハとの関係
ミハエル・シューマッハは1994年、1995年にチャンピオンを争ったライバルであり、接触による相討ちなど因縁を残している。他方、1998年には弟のラルフ・シューマッハとコンビを組んでいる。
1993年
日本GPでシューマッハが追突してリタイア、ヒルは4位入賞。
1994年
イギリスGPのフォーメーション・ラップ中にシューマッハ（予選2位）がヒル（予選1位）を追い越してしまう。この場合は最後尾に回る所を無視、これを受けての5秒ペナルティストップ指示を（チームの解釈ミスもあって）無視、更にそれによる黒旗指示までも無視してしまう。このレギュレーション違反を重ねた事が問題視され、シューマッハは最終的に失格の上、2レース出場停止処分を受ける。ヒルはこのレースで優勝。
ベルギーGPではシューマッハが先頭でゴールしヒルが続いた。しかしシューマッハは表彰式終了後に車両規定違反により失格となり、ヒルが繰り上げで優勝。このレース後にシューマッハへの2レース出場停止処分が執行され、その対象となったイタリアGPとポルトガルGPではヒルが優勝。
日本GPは激しい雨による中断で2ヒート制となり、順位ではなくタイムを競うレースとなった。再スタート後、ウェットコンディションの中最後までシューマッハを近づけずに走り切ったヒルが優勝し、シューマッハは2位に終わった。このレースで、ヒルはファステストラップを記録した。こうして、序盤シューマッハの独走と思われたチャンピオンシップは、予想外にも1ポイント差で最終戦までもつれることになった。
最終戦であるオーストラリアGPで、シューマッハとヒルは接触してともにリタイア、シューマッハは年間王者となる。このレースは、1997年ヨーロッパGPでのヴィルヌーヴとの接触とともに、シューマッハの経歴に大きな汚点を残すこととなる。
この年、セナ死去後シューマッハは実質的なライバルがヒルになった時点から、ヒルに対し徐々に辛辣な態度を取るようになる。ヨーロッパGPの朝食時に一旦互いに和解をするも、オーストラリアGPの接触で対立は決定的となった。
1995年
イギリスGPにおいて、ラップタイムで上回る2位のヒルが首位のシューマッハを追い越そうとするが、プライオリー・コーナーで接触してともにリタイア。両者ともに、はっきりとした不快感を表す。
雨となったベルギーGPでは、ピットストップで順位が入れ替わる中、やはりラップタイムで上回る2位のヒルが首位のシューマッハを追い越そうとして接触、最終的にシューマッハが優勝、ヒルが2位となった。シューマッハは、ヒルに対する危険な行為を行ったとして4戦の執行猶予付き1レース出場停止処分を受ける。
イタリアGPでは4位走行中、周回遅れの井上隆智穂を処理する際に3位走行中のシューマッハに追突。ともにリタイアに終わっている。このとき、シューマッハは掴み掛からんばかりの勢いでヒルに詰め寄った。このレース後、今度はヒルが執行猶予付きの1レース出場停止処分を受けた。
パシフィックGPでシューマッハは年間総合優勝を決定するが、それでも表彰式後のインタビューで「（スタート直後に進路を阻まれたことについて）ヒルは僕を追い出そうとした」と発言した。
1997年
日本GPで、首位のシューマッハを周回遅れだったヒルが、約一周にわたってブロックした。シューマッハは、ヒルを抜く際に手を挙げて怒りを露わにした（しかし、すぐ後ろを走っていた2位のフレンツェンには、すんなり進路を譲っている。また、ヒルに対するペナルティも課されなかった）。
1998年
カナダGPにおいて、シューマッハとヒルはトラック上でバトルを演じる。「パスさせないよう危険な運転をした」としてシューマッハはヒルを非難。ヒルは「2位を争っていたのだから、簡単にパスさせたりはしない。それに、危険な運転とはフレンツェンを追い出した誰かさんのようなことを言うものだ」と反論した（同レースにてシューマッハが、ピットアウト直後に後方から迫っていたフレンツェンのラインを塞ぎ、コースアウトさせリタイアに追い込んだことを指す）。また、シューマッハにとって逆転チャンピオンの掛かった最終戦日本GPでは、トラブルから最後尾スタートとなり怒涛の追い上げを見せるシューマッハを、同一周回で走っていたヒルが長い間先行させず、コーナーでは車1台分を空けながら抜かせない絶妙な走りを見せた。
1999年
イギリスGP終了後、同GPでクラッシュしたシューマッハをジョージー夫人と一緒に、見舞いに訪れている。
2000年
2000年2月号の「F1 Racing」誌（日本版）で、ヒルが同誌の1日編集長となった。シューマッハへのインタビューも行い、その記事が掲載された。
2010年
2010年5月、モナコGPのスチュワードにドライバー代表として加わったヒルはファイナルラップ、セーフティーカー先導終了直後にフェルナンド・アロンソをオーバーテイクしたシューマッハに20秒加算のペナルティを科した。しかしリタイア時にステアリングをレーシングライン上に放り投げたルーベンス・バリチェロに対してはノーペナルティという不可解な判定を行い、レース終了後に多数の抗議の手紙を受け取った。この一連の騒動は「オーバーテイク・ゲート」と呼ばれ、シューマッハへのペナルティ自体はFIAのルールの解釈の冗長度は認められるもののルールにのっとって下されたものだが、一部メディアは1994年と1995年にシューマッハとチャンピオンシップを争ったライバルであったヒルがモナコGPのスチュワードを務めていたことを皮肉った。
後日、Daily Expressのインタビューでヒルは「ミハエルが関係している事件を判定するように頼まれたので、多少、不自由ではあった。彼がスチュワードルームに入ってきたときに皮肉っぽい笑みを浮かべていたのは確かだ」、「大部分の人々が、私が完全に適切で正しい裁定を下したと言っているのを信じてくれることはわかっているが、すでに何通か先入観で私を非難する辛辣なメールを受け取っている。おそらく、ドライバーはスチュワードとしてよりも、むしろスチュワードのコンサルタントとして働く方が適切かもしれない」と語っている。

## 特筆されるグランプリ
1993年第11戦ハンガリーグランプリ
トラブルで初優勝を目前で逃すレースが2戦連続で続いた中、3戦連続で予選2位につける。決勝では、フォーメーション・ラップでPPのアラン・プロストがエンストを起こし最後尾グリッドとなり、ヒルは実質的なPPからのスタートとなった。
スタートでも、ハンガロリンクでは極端に不利とされるイン側ながら順位を落とすことなく、第8戦フランスGPから4戦連続でトップでの1コーナー侵入となる。以後も2位のアイルトン・セナ以下後続との差を拡げてゆき、18周目にはセナがスロットル・トラブルでリタイヤ。最後尾から20周目には5位まで追い上げていたプロストも、リヤウイングのトラブルでピットインし大きく後退。ヒルのタイヤ交換と重なったことで、作業を中断して一旦下げられる場面もあり、ピットアウト時には7周遅れとなり、勝利戦線から脱落した。
これらにより、完全に追う者がいなくなったヒルは独走状態となり、今回はトラブルに見舞われることもなく、2位のリカルド・パトレーゼに71秒差、4位以下は周回遅れにする走りで、ついにF1初優勝を達成。表彰台ではパトレーゼと3位に入ったゲルハルト・ベルガーという、2人の大ベテランから優勝を祝福された。
1994年第8戦イギリスグランプリ
予選では前年ラストアタックでプロストに逆転され、果たせなかった母国での初PPを達成。獲得決定の瞬間には、ピットで妻・ジョージーと抱き合って喜ぶ一幕もあった。
決勝では2位グリッドのミハエル・シューマッハが、フォーメーションラップでの追い抜きが禁止されているにもかかわらず、ヒルを抜き一時先行。チームメイトのデビッド・クルサードのエンストにより、やり直しとなった2度目のフォーメンションラップでも、同様にヒルを追い抜き、今度は一旦後退しながらも2度に渡って追い抜きを繰り返した。本来、このような行為を行えば最後尾グリッドに回されることとなるが、シューマッハはそのまま2番グリッドに付きレースが開始された。
スタートでヒルはトップを守り、シューマッハが2位のオーダーでレースが進行するが、18周目にはピット作業にて逆転を許す。しかし、ここで前述のフォーメーションラップでの行為に対し、5秒間のストップ&ゴーペナルティが命じされた。本来、ペナルティの発令から3周以内に実施しなければならないが、ベネトン側の勘違いもあり、発令から6周後にようやくピットイン。
トップに返り咲いたヒルは、以後1度もトップを譲らず、父の果たせなかった母国優勝を達成。結果的には、これが自身唯一のイギリスGP優勝となった。表彰台では、プレゼンターのダイアナ妃からトロフィーを受け取った。一方で2位でゴールしたシューマッハには、後に失格と2戦出場停止処分・及び2万5千ドルの罰金という大きなペナルティが言い渡された。
1994年第15戦日本グランプリ
シューマッハの失格・出場停止の間に3連勝を記録し、ポイント差を1まで縮めるも、シューマッハが復帰した第14戦ヨーロッパGPでは完勝を許し2位。5ポイント差でこのGPを迎えた。
予選ではシューマッハに続く2番グリッドとなり、スタート後もそのままレースが進むが、鈴鹿サーキット初のフルウェットでの決勝は、豪雨の影響で一時セーフティーカーが先導するなど、コース上が極めて危険な状態にあった。そんな中、ダンロップ・コーナーでクラッシュしたジャンニ・モルビデリのマシンを撤去していたマーシャルを、同じところでスピンを喫したマーティン・ブランドルのマシンが跳ねてしまう事態が発生。この為に赤旗が提示され、25分後に2ヒート制というかたちでレース再開となった。
1ヒート目でシューマッハに6.8秒差を付けられていたヒルに対し、ウィリアムズチームはピットストップを1回に変更し逆転を図るが、このピット作業の際にナットのトラブルで右リアタイヤを交換出来ず、1本だけが消耗したタイヤという状態でレースに復帰。
シューマッハが2度目のピット作業を終えた時点では、14秒以上の差を付けていたが、タイヤの消耗やバランスもあり、終盤には猛追を受けることとなった。それでも最終的には約10秒差、1ヒート目との合算では約3.3秒差をつけチェッカーを受け、再び1ポイント差に詰めた。それまでシューマッハのトラブルや失格・出場停止レースでしか勝利を挙げていなかったヒルにとって、この年初めてシューマッハを直接下しての勝利となった。
1996年最終戦日本グランプリ
チャンピオン争いは、ヒルがジャック・ヴィルヌーヴに9ポイント先行して最終戦日本GPを迎え、数字上は1ポイントでも獲得すればタイトル確定のヒルが圧倒的に優勢であった。しかし第11戦ドイツGPを最後に勝利が無く、ヴィルヌーヴが不調であった第14戦イタリアGPではトップを独走しながらミスでリタイヤしノーポイントに終わる等、やや停滞していた。一方でヴィルヌーヴは第12戦ハンガリーGP以降の4戦で2勝・2位1回と猛追し、一時は21あった差を縮めての9ポイント差であり、勢いでは利があった。
予選ではヴィルヌーヴがPPを獲得し、ヒルは2番グリッドとなる。予選後のインタビューでは、ヴィルヌーヴが「ヒルのプライドはズタズタに傷付いた筈」と発言するなど、心理戦の様相も呈していた。しかし決勝では、ヒルがスタートを決めトップに立ったのに対し、ヴィルヌーヴは失敗し6位まで後退。ヒルは2周目にシケインで強引に仕掛けたベルガーに接触される一幕もあったが、幸いマシンにダメージは無く、圧倒的に優勢な状態でレースは進んだ。ヴィルヌーヴはここから猛追を見せ、一時は4位まで浮上するも、37周目に右リアタイヤが脱落するトラブルに見舞われリタイヤ。この瞬間に、ヒルは過去2年逃し続けていた念願のチャンピオンが確定した。
以後もヒルはレースをリードし、スタートから1度もトップを譲らない走りで、自身最多のシーズン8勝目を記録。タイトル獲得レース及びウィリアムズでの最終レースを、完勝で締めくくることとなった。敗れたヴィルヌーヴは、決勝後に「チャンピオンに相応しい素晴らしい走りだった」と、予選後とは対照的にヒルを称えるコメントを残した。
1997年第11戦ハンガリーグランプリ
アロウズチームで前半戦は苦戦していたのに対し、後半にはマシンも上向きとなっていく中、得意とするハンガロリンク・サーキットを迎えた。低速で非力さをカバーできるこのサーキットで、マシンやタイヤの特性が合ったこともあって、予選ではこの年最高となる3位グリッドを獲得。決勝ではスタートで2位に上がった後、Tカーの操縦性に苦しむトップのシューマッハを攻め続け、11周目には追い抜きトップに立った。以後は独走でレースを進め、一時は2位以下に35秒以上のリードを築いていた。
しかし久々の優勝が迫る中、終盤に油圧系に起因するスロットルトラブルが発生。3速から戻らなくなり大幅にペースダウン、大量にあったリードが無くなり、ファイナルラップでヴィルヌーヴに抜かれ2位に終わった。結果的に未勝利で撤退することになるアロウズチーム・ヤマハエンジン、この時点では未勝利だったブリヂストンタイヤの3者にとっては、初勝利を目前で逃す結果となった。
結果的に勝利こそ逃したが、シーズン序盤には予選通過すら危ぶまれていた非力なマシンでのトップ快走は、それまでの「勝利やチャンピオンは（当時最速マシンだった）ウィリアムズのおかげ」という評価を覆すきっかけとなった。終盤の失速の原因は、価格にして1ポンドに満たない「ハイドロ系のポンプに付いていたワッシャー」の破損であったと後年明かされている。
ヒル自身はマシンの改良の積み上げやブリヂストンタイヤの性能もさる事ながら、「（ハンガロリンクは）一定曲率の180度ターンがいくつもあり、そこでのタイムロスを出来るだけ抑える走法が要求される。あの週末、私はそんな風にマシンを走せられる方法を発見した。まるでゴーカートに乗っているみたいに自在にドライブ出来た」と語っている。
1997年最終戦ヨーロッパGP
ヴィルヌーヴとシューマッハ、ウィリアムズとフェラーリのチャンピオン決定戦となる中、予選ではヴィルヌーヴとシューマッハ、そしてヴィルヌーヴの同僚・ハインツ＝ハラルド・フレンツェンの3人が全くの同一タイムで並ぶ大接戦となる。そんな中で、ヒルは4番グリッドとなる0.058秒差のタイムをマークし、ディフェンディング・チャンピオンの意地を見せた。
ハンガリーGPに次ぐ上位グリッドからだったが、決勝ではスタートに失敗し6位まで後退。それでも順位をキープをしていたが、中盤にギア・ボックス・トラブルでリタイヤとなった。
予選の好タイムに関し、ヒル自身は「ヘレスはハンガロリンクとコース特性が似ており、私のマシンもバッチリ決まった」「でも決勝でミハエルとジャックとの間に起こったドラマが余りに強烈で、自分の好結果も含めて他の全てが吹き飛んでしまった」と語っている。このタイムアタックの際、ミナルディの片山右京がスピンしてヒルの邪魔をする形になっており、後年片山は「前戦日本GPで引退発表した事で気が抜けて、予選を戦うと言うよりF1を楽しんでいる感じだった。だからスピンしてしまったと思う」とヒルへの謝罪を込めながら振り返っている。
1998年第13戦ベルギーグランプリ
マクラーレンのミカ・ハッキネンとフェラーリのシューマッハのチャンピオン争いが佳境を迎える中、ジョーダンのヒルは予選でマクラーレン勢に続く、この年ベストとなる3位グリッドを獲得。ウェットレースとなった決勝では、スタートで出遅れ7位にまで後退するが、1コーナーのラ・ソースを通過直後にクルサードのスピンに起因する多重事故が起こり赤旗中断となる。
2度目のスタートでは同じ轍を踏まず、マクラーレン勢を抜きトップでラ・ソースを通過。直後にハッキネンがスピン、ジョニー・ハーバートがそこに接触しコースを塞いだことでセーフティーカーが入ったこともあり、1996年最終戦日本GP以来、久々にオープニング・ラップをトップで通過。3周目にセーフティーカーが去った後も暫くはトップを守り、8周目にシューマッハにバスストップ・シケインで抜かれた後は引き離されるが、2位はキープし周回を重ねていた。
そんな中迎えた25周目、トップを独走していたシューマッハが、1周目のコースオフで大きく後退していたクルサードを周回遅れにする際、クルサードの左リヤウイングに接触。右フロントタイヤやフロントウイングを失い、ピットに戻りリタイヤとなった。
これによりヒルがトップに返り咲き、セーフティーカーで差を縮めた同僚のラルフ・シューマッハに追い立てられる場面もあったが、チームオーダーの発令もあり、前年のハンガリーGPでは目前で逃した1996年最終戦日本GP以来の勝利を達成。ヒルにとっては、結果的に自身最後及びウィリアムズ以外で唯一記録した勝利となり、ジョーダンチームは、初勝利を1-2フィニッシュで達成することとなった。
1998年最終戦日本グランプリ
ハッキネンとシューマッハのチャンピオン決定戦となり2人に注目が集まる中、スタート直前にヤルノ・トゥルーリがエンジンストールを起こし、フォーメーション・ラップからやり直しとなる。しかし2度目のスタート前には、逆転チャンピオンのかかるシューマッハがエンジンストールを起こし、三度フォーメーションラップからやり直された。
PPのシューマッハが最後尾に回されたことで、8番グリッドのヒルは実施的に7位の位置となり、スタートでも同僚のラルフを抜き6位に浮上した。5周目には猛追してきたシューマッハが背後に付きバトルとなるが、このGPでバージョンアップされた無限エンジンのパワーもあり、14周目にピットインするまで先行を許さなかった。
その後ピットストップでヴィルヌーヴを逆転し、シューマッハがタイヤバーストでリタイヤしたことで、終盤はフレンツェンの背後で5位を走行。最終ラップに最終区間となるシケインでフレンツェンを抜き、4位でシーズンを締め括った。ヒルが挙げたこの3ポイントにより、ジョーダンは無得点に終わったベネトンを逆転し、コンストラクターズ4位を獲得することになった。

## エピソード

### 人物像

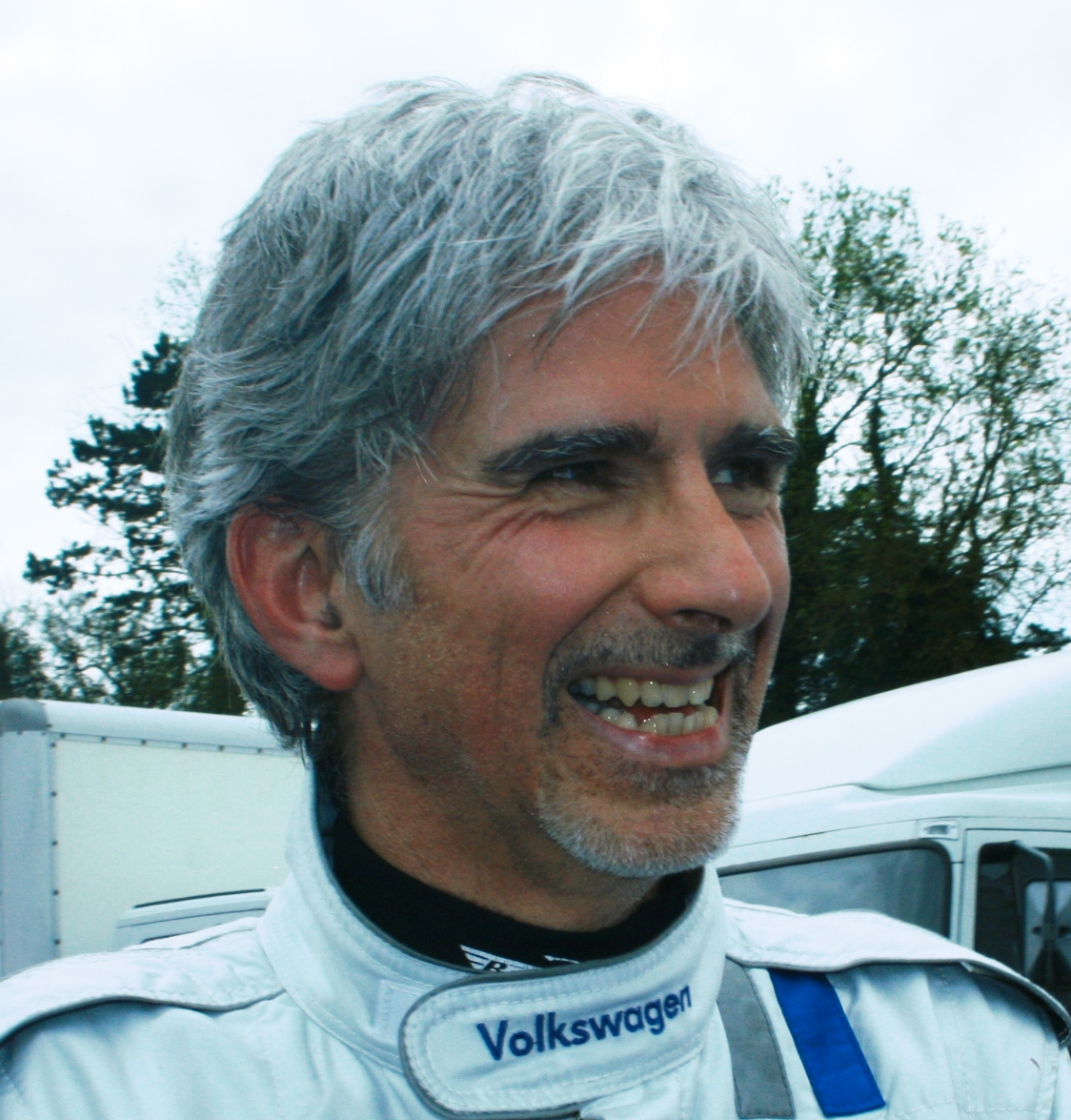
F1引退後は白髪が印象的なヒル（2012年）

- 大の甘党である。寿司も大好物。デイモンがワールドチャンピオンを獲得した1996年のシーズンを記録したドキュメンタリービデオ『デイモン・ヒル F1GP '96ワールドチャンピオン ～栄光への軌跡～』では、デイモンが醤油をつけずに寿司を食べる姿を見ることができる。ローストビーフも好物である。
- 2輪レースへの参戦歴があるように、オートバイ世界グランプリ(MotoGP)のファンである。F1にステップアップする以前に受けた自宅訪問インタビューでは自室の棚にタミヤ模型製のケニー・ロバーツ・ヤマハ・YZR500の1/12スケールモデルが飾られていた。
  - 二輪への興味は少年時代に広大な土地で自由にトライアルバイクを走らせることができる環境にあったこと、忙しかった父グラハムも息子のトライアルバイクの整備には熱心でバイクを介して父と多くの経験を共有できたことによって育まれたものだとヒルは語っている[68]。結果的にトライアルバイクで培った操縦のバランス感覚やスロットル操作の感覚、父から学んだセットアップの知識や突き詰める姿勢は四輪レースでも大いに役立ち、加えて、キャリアを通じてヒルの特徴となった、エンジニアらと協力して車体のセットアップを追求するスタイルの原点にもなったと述懐している[68]。
- 1993年に初優勝したとき、緊張のあまり表彰台で観衆に向かってお辞儀をしてしまった（デイモン・ヒル著「Grand Prix Year」より）。
- 小柄な選手が多いF1ドライバーとしては長身 (182cm) で、足のサイズも大きい (29cm) 。そのため、1997年に移籍したアロウズではモノコックを当初の設計から一部変更した。 もっともウィリアムズ時代からモノコックとのフィッティングには苦労しており、96年型のFW18でやっと完璧なドライビングポジションを取ることができたという[69]。
- カテゴリーのステップアップに時間がかかりF1にたどり着く前に年齢が30代に入っていたことから、関係者から若く見られるように若白髪を黒く染め続けていたとインタビューで話している。
- 血液型はRh+O型。
- 飛行機のファーストクラスはデイモン自身としては「不相応な金の浪費」でしかないと言う見解であるが、「プライバシーを確保したい場合はそれに見合う価値はある」としている[40]。

### 家族

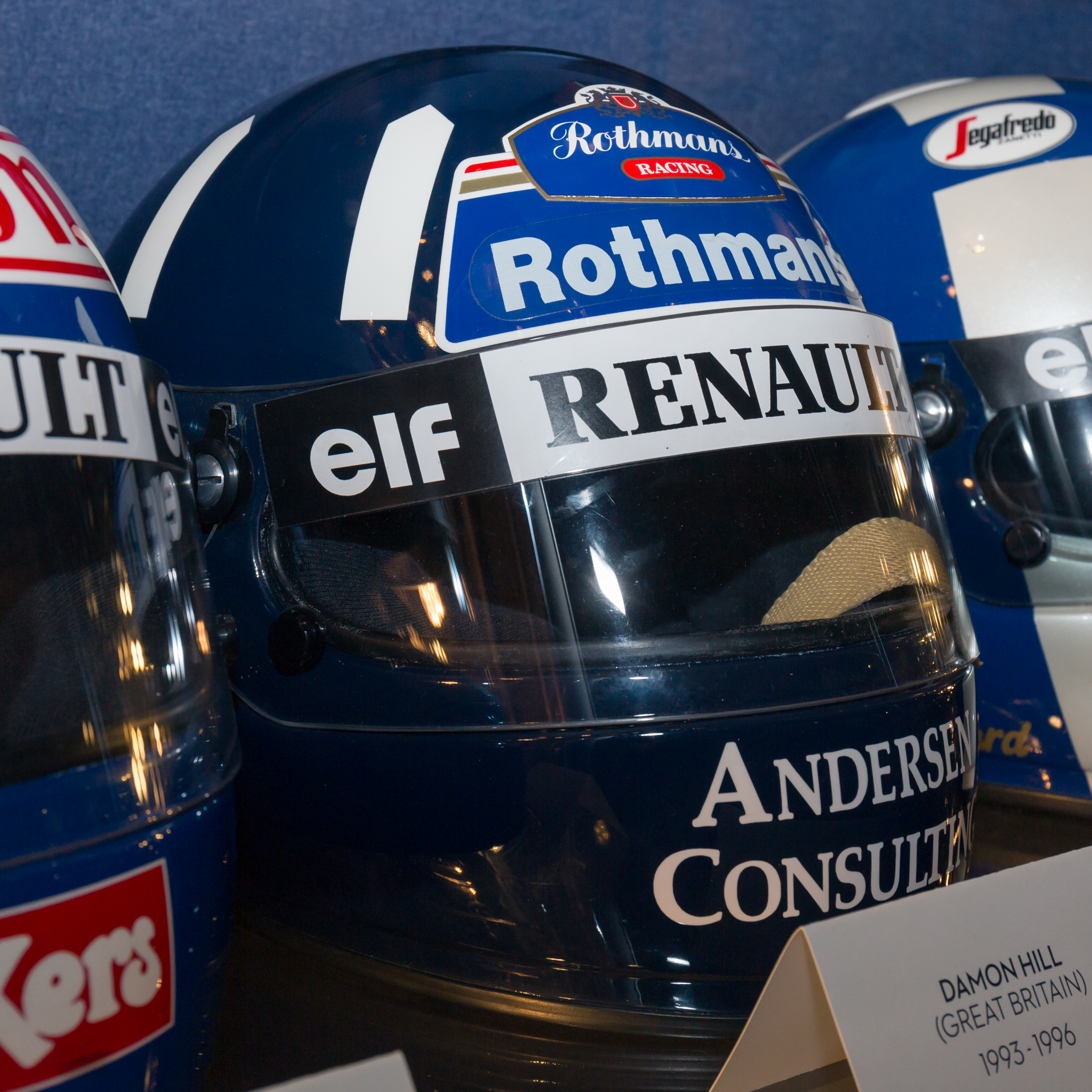
ヒルが使用したヘルメット

- 父：グラハム　母：ベティ　姉妹：ブリジット、サマンサ
- 妻：ジョージー（スーザンマリー）、子：オリバー、ジョシュ、タビサ、ロジー、ペット：イヌ3匹、ネコ1匹[70]
- ヒルのヘルメットのデザインは父グラハムのそれを受け継いだものである。これは黒に近い濃紺（ネイビー）地に、オールを表現した8本の白いラインを入れたデザインで、グラハムがボート競技の選手として所属していたロンドン・ローイング・クラブ（英語版）会員用の帽子のデザインを基にしている[71]。
- 少年時代はレースは日常生活の一部であり、父親の仕事だという意識しかなく[72]、テレビ観戦したものも含めて父の優勝レースで覚えているのは1969年モナコグランプリくらいだと言う[4]。自身が初めてレース用車両を運転したのは、6歳か7歳の頃に父が仕事で出向いたロンドンのカート場に付いていった際、周りにうながされてカートを走らせたというもので、スピンを繰り返すなど才能の兆しは全くなかったとヒル本人は語っている[4]。レースに興味を持ち始めたのは、父が現役引退してチーム運営に専念するようになってからだった[72]。レーサーとしての駆け出し時代は「グラハムの息子」として注目され続けたことが辛く、「今(1993年)は十分満足しているけど、もしできることならあの頃に戻って、違う名前で立場を隠してやり直してみたい」と語っている[72]。
  - 父グラハム死後は窮乏生活を強いられ、デイモンがレーサーとして活躍する姿を父グラハムがこの目で見る事は叶わず、他の裕福な環境の2世ドライバーとは異なり、「偉大な父と重ね合わせて比べられる」という苦しみばかりを味わった側面を持つ[73]。
- 長男がダウン症のため、夫婦そろって慈善活動には積極的である。1999年のイギリスGPで売り上げたヒルブランド商品の売上全額を寄付した。
- 次男ジョシュア・ヒル（ジョシュ）はヒル家3世代目のレーサーとなっている。2008年にBTCCの前座レース、ジネッタ・ジュニア・シリーズに参戦。初参戦ながらもポールポジション、ファステストラップを記録する等、活躍を見せて年間3位を記録。翌2009年から2年間フォーミュラ・フォードに参戦し、2010年は5勝し年間5位。2011年からフォーミュラ・ルノーイギリス選手権に参戦していた。
- ジョシュアのレースデビュー時「彼がどの程度成長するかについて大げさに言うつもりはない。単に試しにやっているだけだ」と語っていた[74]。ジョシュアは2013年7月9日をもってモーターレーシングから引退を発表、今後は音楽の道へ進むという。

### 音楽
- 若い頃は「セックス・ヒトラー・アンド・ホルモンズ」というパンク・ロック・バンドをやっていた。ジョーダン・チームのオーナーであるエディ・ジョーダンとは、よくイベントで一緒に演奏していたようである。ギターの腕はプロ級で、親交のあるイギリスHRバンドデフ・レパードの1999年発売のアルバム『Euphoria』に収録されている「Demolition Man」では、彼がギターソロを演奏しており[75]、バンドの公式Youtubeで視聴できる[76]。
- 音楽関係者との交友が多く、ヒルと顔がそっくりと云われ、自身もレースに出場経験があるほど、大のモータースポーツ好きである、元ビートルズのジョージ・ハリスンとの仲の良さは特に有名である。F3参戦時、ヒルが支援依頼の手紙を送った際、ハリスンは快諾。後にF1チャンピオンになったヒルは返済を申し出るが、ハリスンはこれを笑って辞退したと言うエピソードもある[77]。ハリスンが応援に駆けつけた1995年のF1オーストラリアGP終了後、ヒルが優勝して上機嫌だったのか、『ビートルズ・アンソロジー』の発売を公式発表の前に思わず漏らしてしまった。また、マーティン・スコセッシ監督が務めたハリスンの58年の生涯を振り返るドキュメンタリー映画『ジョージ・ハリスン／リヴィング・イン・ザ・マテリアル・ワールド』ブルーレイ＆DVD（2011年12月23日発売）の映像特典の中にヒルがハリスンについて語ったインタビューが収録されている[78]。ジョージ・ハリスンの没後、愛車であったマクラーレン・F1を譲り受けている。
- 1995年のポルトガルGPにはミック・ジャガーが陣中見舞いに訪れ、1997年はロン・ウッドの誕生日にも招かれた[79]。

### 記録

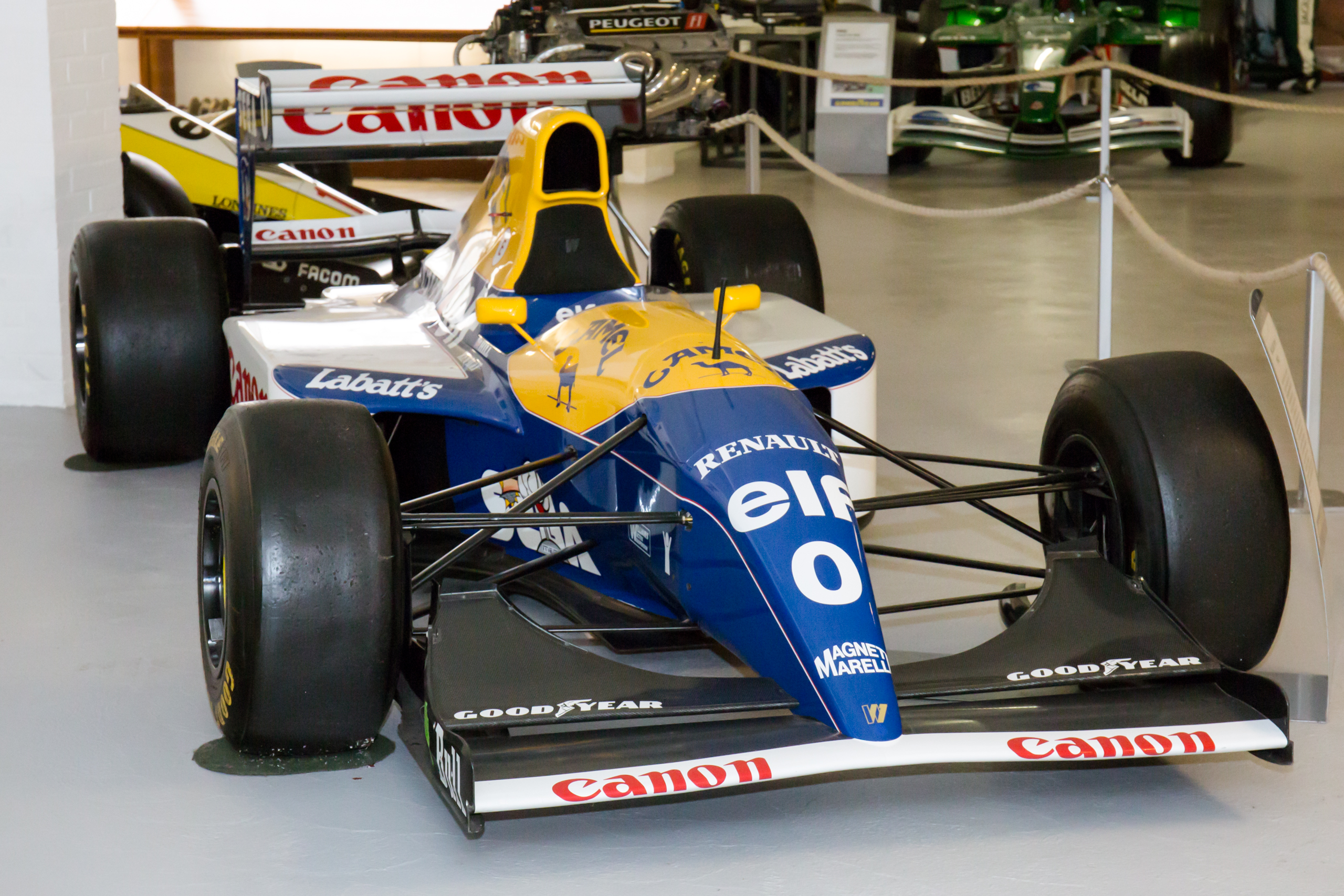
ウィリアムズ・FW15C ルノー カーナンバー0であることに注目(1993年)

- 1992年のマンセル、1993年のプロストがタイトル獲得して離脱してしまったため、カーナンバー1を付ける選手が不在の1993年と1994年に、ヒルはカーナンバー0を付けていた。ヒルの他にF1でカーナンバー0を付けたドライバーは、1973年のカナダGPとアメリカGPのジョディー・シェクターのみである。シェクターは2レースともリタイアしており、カーナンバー0で入賞や優勝を記録したのはヒルのみである。2014年から固定カーナンバー制度が制定されたが、選択できる数字は2～99とされておりルールが改訂されない限り記録されることは無い。また、固定カーナンバー制度以前に複数年F1に参戦したドライバーの中では珍しく、F1参戦時のカーナンバーが全て一桁である(0、1、5、7、8、9)。
- アデレードとメルボルンで行われた両方のオーストラリアGPを制した唯一のドライバーである。また、1995年最終戦と1996年開幕戦の2戦連続で同一GP(オーストラリアGP)を優勝するという珍記録を残している。
- 1993年のハンガリーGPで初優勝を果たし、F1史上初の親子2世ウィナーとなる。
- 初優勝を果たしたハンガリーGPは現役時代全て完走、ブラバムからの参戦であった1992年以外は全て入賞圏内と言う相性が良かった。中でも先述の1997年はトップクラスとは言えないマシンであわや優勝と言う走りを見せた。
- モナコ・マイスターと呼ばれた父グラハムに対し、デイモンはモナコGPで1勝もあげることが出来なかった。1996年にはトップを独走しながらエンジンブローで好機を逸した。
  - 逆に父グラハムが果たせなかった地元・イギリスGPでの勝利を1994年に果たしている。

### その他
- 1992年当時、ブラバムに聖飢魔IIがスポンサーとしてついていたが、そのことについてデーモン小暮閣下曰く、「ドライバーが“デーモン”ヒルだから」と笑っていいとものテレフォンショッキングで語っていた。尚、人名としての“デイモン”の綴りはDamon（ギリシャ伝説で、進んで友人の身代わりとなった人物Damonに由来）であり、悪魔を意味する“デーモン”はdemonと綴るため、両者に意味上の関連性はない。
- 1993年モナコGPでアイルトン・セナが父グラハムの持つモナコGP5勝の記録を塗り替えた際「もし父が生きていたなら真っ先にアイルトンを祝福しに来たでしょう」とコメントしている。
- 2012年の ロンドンオリンピックの馬術でドイツから参加した女性選手、ランゲハネンベルグの愛馬の名前が“デイモン・ヒル”という名で、個人競技で4位、団体戦でイギリスに次ぐ2位に入り銀メダルに貢献した[80]。

## 個人記録

### F1参戦以前
- 1983年 フォーミュラ・フォード2200 BBCグランドスタンド・ウィンターシリーズ スポット参戦
- 1984年 フォーミュラ・フォード1600ジュニア参戦
- 1985年 フォーミュラ・フォード1600 6勝 エッソ選手権3位・RAC選手権5位
- 1986年 イギリスF3 最高2位 シリーズ9位（マーレイ・テーラー・レーシング ラルトRT30・VW）
- 1987年 イギリスF3 2勝 シリーズ5位（インタースポーツ・レーシング ラルトRT31・トヨタ）
- 1988年 イギリスF3 2勝 シリーズ3位（インタースポーツ・レーシング ラルトRT32・トヨタ）
  - 国際F3000 スポット参戦（GAモータースポーツ ローラT88/50・DFV）
- 1989年 国際F3000 6戦参戦 最高14位（フットワーク・フォーミュラ ムーンクラフトMC041・無限）
  - イギリスF3000 2戦参戦 最高3位 （コブラ・モータースポーツ レイナード88D・DFV）
  - イギリスツーリングカー選手権 スポット参戦
  - ル・マン24時間レース出場 （Richard Lloyd Racing ポルシェ・962）
- 1990年 国際F3000 最高2位 PP3回 FL2回 シリーズ13位（ミドルブリッジ・レーシング ローラT90/50・DFV）
- 1991年 国際F3000 最高3位 シリーズ7位（バークレイ・チームEJR ローラT90/50・DFV）

#### イギリス・フォーミュラ3選手権
| 年     | チーム                         | シャシ          | エンジン     | タイヤ | クラス | 1      | 2       | 3       | 4       | 5       | 6     | 7       | 8     | 9       | 10    | 11      | 12      | 13     | 14      | 15    | 16      | 17      | 18      | 19      | 順位 | ポイント |
| ------ | ------------------------------ | --------------- | ------------ | ------ | ------ | ------ | ------- | ------- | ------- | ------- | ----- | ------- | ----- | ------- | ----- | ------- | ------- | ------ | ------- | ----- | ------- | ------- | ------- | ------- | ---- | -------- |
| 1986年 | マーレイ・テーラー・レーシング | ラルト・RT30-86 | VW           | A      | A      | THR 13 | SIL 10  | THR Ret | SIL Ret | BRH 13  | THR 8 | DON 5   | SIL 6 | SIL 9   | OUL 4 | ZAN 5   | DON Ret | SNE 2  | SIL Ret | BRH 6 | SPA Ret | ZOL Ret | SIL Ret |         | 9位  | 15       |
| 1987年 | インタースポーツ・レーシング   | ラルト・RT31    | トヨタ・3S-G | A      | A      | SIL C  | THR Ret | BRH 3   | SIL Ret | THR Ret | SIL 5 | BRH 7   | THR 5 | SIL 4   | ZAN 1 | DON Ret | SIL 5   | SNE 13 | DON Ret | OUL 3 | SIL 2   | BRH 2   | SPA 1   | THR Ret | 5位  | 49       |
| 1988年 | インタースポーツ・レーシング   | ラルト・RT32    | トヨタ・3S-G | A      | A      | THR 3  | SIL 6   | THR Ret | BRH 2   | DON 4   | SIL 3 | BRH Ret | THR 1 | SIL Ret | DON 4 | SIL 1   | SNE Ret | OUL 3  | SIL 24  | BRH 2 | SPA 4   | THR 3   | SIL 10  |         | 3位  | 57       |

- 太字はポールポジション、斜字はファステストラップ。(key)

#### 国際F3000選手権
| 年     | チーム                     | シャシー              | エンジン      | 1       | 2       | 3       | 4       | 5       | 6       | 7       | 8       | 9       | 10      | 11     | 順位 | ポイント |
| ------ | -------------------------- | --------------------- | ------------- | ------- | ------- | ------- | ------- | ------- | ------- | ------- | ------- | ------- | ------- | ------ | ---- | -------- |
| 1988年 | GAモータースポーツ         | ローラ・T88/50        | コスワースDFV | JER     | VLL     | PAU     | SIL     | MNZ     | PER     | BRH     | BIR     | BUG     | ZOL Ret | DIJ 8  | NC   | 0        |
| 1989年 | フットワーク・フォーミュラ | ムーンクラフト・MC041 | 無限・MF308   | SIL     | VLL     | PAU     | JER     | PER Ret | BRH Ret | BIR DNS | SPA 14  | BUG 16  | DIJ 15  |        | NC   | 0        |
| 1990年 | ミドルブリッジ・レーシング | ローラ・T90/50        | コスワースDFV | DON DNQ | SIL Ret | PAU Ret | JER 7   | MNZ 11  | PER Ret | HOC Ret | BRH 2   | BIR Ret | BUG Ret | NOG 10 | 13位 | 6        |
| 1991年 | バークレイ・チームEJR      | ローラ・T90/50        | コスワースDFV | VLL 4   | PAU Ret | JER 8   | MUG Ret | PER 11  | HOC Ret | BRH 6   | SPA Ret | BUG 4   |         |        | 7位  | 11       |
| 1991年 | バークレイ・チームEJR      | レイナード・91D       | コスワースDFV |         |         |         |         |         |         |         |         |         | NOG 3   |        | 7位  | 11       |

- 太字はポールポジション、斜字はファステストラップ。(key)

#### イギリス・フォーミュラ3000選手権
| 年     | エントラント          | シャーシ        | エンジン       | 1   | 2   | 3     | 4   | 5     | 6   | 7   | 8   | 9   | 順位 | ポイント |
| ------ | --------------------- | --------------- | -------------- | --- | --- | ----- | --- | ----- | --- | --- | --- | --- | ---- | -------- |
| 1989年 | CoBRaモータースポーツ | レイナード・88D | コスワース DFV | BRH | THR | OUL 3 | DON | BRH 6 | SNE | SIL | OUL | BRH | 11位 | 5        |

#### ル・マン24時間レース
| 年     | チーム                         | コ・ドライバー                                  | 使用車両           | クラス | 周回 | 総合順位 | クラス順位 |
| ------ | ------------------------------ | ----------------------------------------------- | ------------------ | ------ | ---- | -------- | ---------- |
| 1989年 | リチャード・ロイド・レーシング | スティーブン・アンドスカー デヴィッド・ホッブス | ポルシェ・962C GTi | C1     | 228  | DNF      | DNF        |

### F1世界選手権
| 年     | チーム       | シャーシ | エンジン                      | 1       | 2       | 3       | 4       | 5       | 6       | 7       | 8       | 9       | 10      | 11     | 12      | 13      | 14      | 15      | 16      | 17      | WDC       | ポイント |
| ------ | ------------ | -------- | ----------------------------- | ------- | ------- | ------- | ------- | ------- | ------- | ------- | ------- | ------- | ------- | ------ | ------- | ------- | ------- | ------- | ------- | ------- | --------- | -------- |
| 1992年 | ブラバム     | BT60B    | ジャッド・GV 3.5L V10         | RSA     | MEX     | BRA     | ESP DNQ | SMR DNQ | MON DNQ | CAN DNQ | FRA DNQ | GBR 16  | GER DNQ | HUN 11 | BEL     | ITA     | POR     | JPN     | AUS     |         | NC (30位) | 0        |
| 1993年 | ウィリアムズ | FW15C    | ルノー・RS5 3.5L V10          | RSA Ret | BRA 2   | EUR 2   | SMR Ret | ESP Ret | MON 2   | CAN 3   | FRA 2   | GBR Ret | GER 15† | HUN 1  | BEL 1   | ITA 1   | POR 3   | JPN 4   | AUS 3   |         | 3位       | 69       |
| 1994年 | ウィリアムズ | FW16     | ルノー・RS6 3.5L V10          | BRA 2   | PAC Ret | SMR 6   | MON Ret | ESP 1   | CAN 2   | FRA 2   | GBR 1   |         |         |        |         |         |         |         |         |         | 2位       | 91       |
| 1994年 | ウィリアムズ | FW16B    | ルノー・RS6 3.5L V10          |         |         |         |         |         |         |         |         | GER 8   | HUN 2   | BEL 1  | ITA 1   | POR 1   | EUR 2   | JPN 1   | AUS Ret |         | 2位       | 91       |
| 1995年 | ウィリアムズ | FW17     | ルノー・RS7 3.0L V10          | BRA Ret | ARG 1   | SMR 1   | ESP 4   | MON 2   | CAN Ret | FRA 2   | GBR Ret | GER Ret | HUN 1   | BEL 2  | ITA Ret |         |         |         |         |         | 2位       | 69       |
| 1995年 | ウィリアムズ | FW17B    | ルノー・RS7 3.0L V10          |         |         |         |         |         |         |         |         |         |         |        |         | POR 3   | EUR Ret | PAC 3   | JPN Ret | AUS 1   | 2位       | 69       |
| 1996年 | ウィリアムズ | FW18     | ルノー・RS8 3.0L V10          | AUS 1   | BRA 1   | ARG 1   | EUR 4   | SMR 1   | MON Ret | ESP Ret | CAN 1   | FRA 1   | GBR Ret | GER 1  | HUN 2   | BEL 5   | ITA Ret | POR 2   | JPN 1   |         | 1位       | 97       |
| 1997年 | アロウズ     | A18      | ヤマハ・OX11C/D 3.0L V10      | AUS DNS | BRA 17† | ARG Ret | SMR Ret | MON Ret | ESP Ret | CAN 9   | FRA 12  | GBR 6   | GER 8   | HUN 2  | BEL 13† | ITA Ret | AUT 7   | LUX 8   | JPN 11  | EUR Ret | 12位      | 7        |
| 1998年 | ジョーダン   | 198      | 無限ホンダ・MF301 HC 3.0L V10 | AUS 8   | BRA DSQ | ARG 8   | SMR 10† | ESP Ret | MON 8   | CAN Ret | FRA Ret | GBR Ret | AUT 7   | GER 4  | HUN 4   | BEL 1   | ITA 6   | LUX 9   | JPN 4   |         | 6位       | 20       |
| 1999年 | ジョーダン   | 199      | 無限ホンダ・MF301 HC 3.0L V10 | AUS Ret | BRA Ret | SMR 4   | MON Ret | ESP 7   | CAN Ret | FRA Ret | GBR 5   | AUT 8   | GER Ret | HUN 6  | BEL 6   | ITA 10  | EUR Ret | MAL Ret | JPN Ret |         | 12位      | 7        |

- 太字はポールポジション、斜字はファステストラップ。(key)
- † : リタイアだが、90%以上の距離を走行したため規定により完走扱い。